# Caravagisme

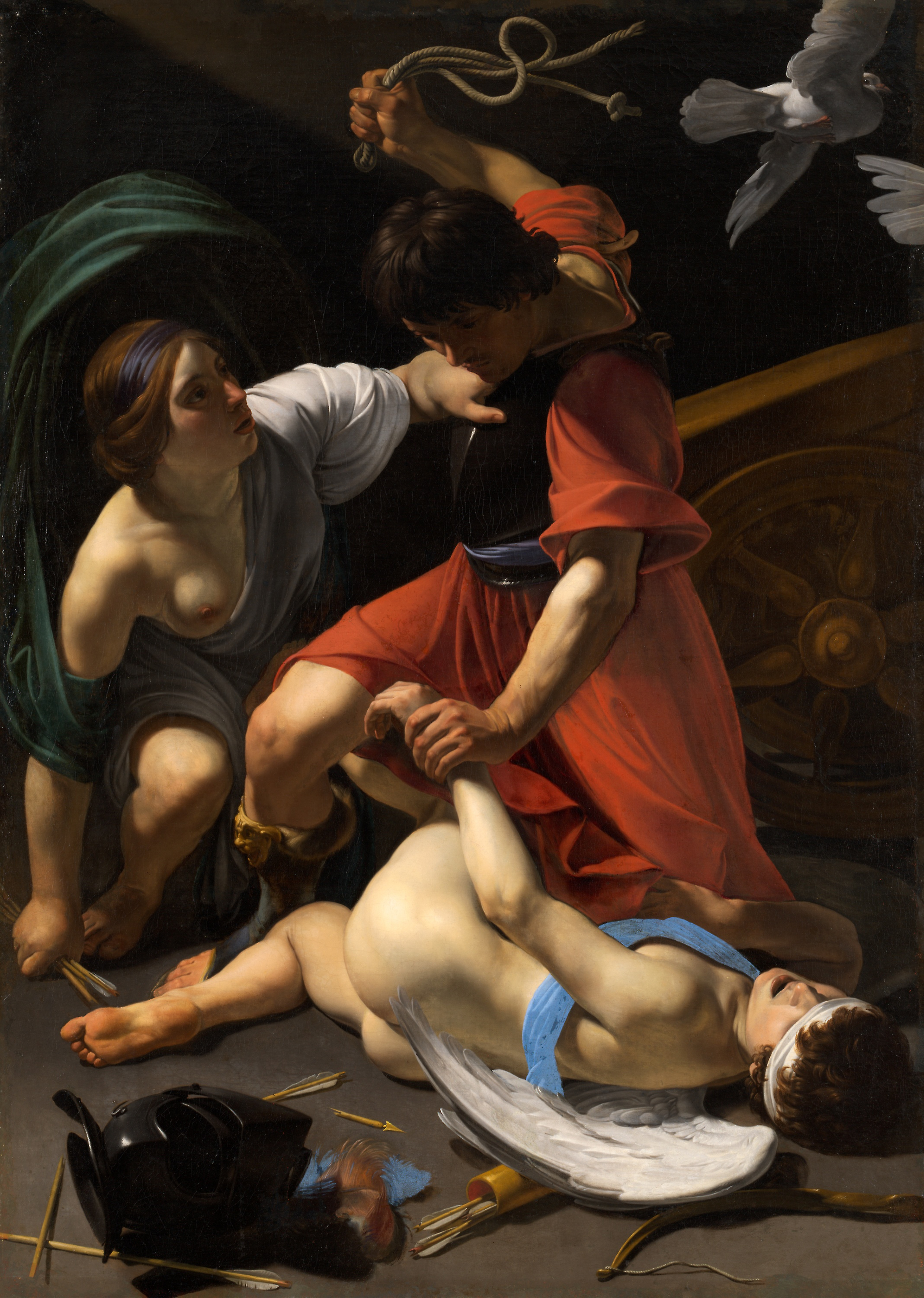
Mars châtiant l’Amour de Bartolomeo Manfredi, exemple de l’influence du Caravage.

Le caravagisme, ou école caravagesque, est un courant pictural de la première moitié du XVIIe siècle.
Apparu à la suite de l'œuvre du Caravage à la fin du XVIe siècle, le caravagisme est parfois assimilé à une forme de baroque romain face au classicisme des Carrache. 
Cette idée est cependant à nuancer en raison des nombreuses similitudes qui rapprochent ces deux écoles romaine et bolonaise. 
Ce courant ne doit pas être décrit comme un groupe ou comme une école, car il ne constituait pas un mouvement structuré, mais tout au plus une imitation, une influence de l’Italie. 
Cette évolution intellectuelle se situe à mi-chemin entre l’opposition à la rhétorique classique des Académies d’une part, et le brillant enthousiasme illusionniste du baroque, d’autre part.
Caractérisé par la prédominance de scènes aux puissants contrastes de lumière et d'ombre transcendées par la maîtrise virtuose du clair-obscur, il se constitue autour du style du Caravage et de ses plus proches suiveurs, tel Bartolomeo Manfredi. 
L’école caravagesque d'Utrecht constitue, quant à elle, un groupe séparé.

## Contexte historique et culturel
Peu de révolutions artistiques auront été aussi explicites et marquantes.
En plein contexte de la Contre-Réforme, où le concile de Trente préconise une peinture plus simple et plus lisible que celle des artistes de la Renaissance classique et maniériste, Caravage aura effectué en respectant ses commanditaires une série d'innovations qui eurent un succès quasi immédiat.  
Des recherches savantes, poursuivies depuis Roberto Longhi ont fait surgir tout un milieu intellectuel et tout un courant de pensée auquel Caravage participa, par sa famille, ses protecteurs, ses relations et ses amis. 
À Milan, il passe sa jeunesse dans une famille qui le tient au courant des idées nouvelles de l'archevêque Charles Borromée, lequel s'inspire de l'ascétisme et du mysticisme du XVIe siècle : Ignace de Loyola, Thérèse d'Avila et Philippe Néri. 
À Rome, Caravage, poète et musicien à ses heures, vit dans un milieu très cultivé et plus ou moins directement impliqué dans la Réforme catholique. Il est à l'écoute des débats qui animent ce milieu, car n'oublions pas que chaque commande importante, pensée au cours de nombreux débats, est explicitée à l'artiste. 
Il parvient ainsi à respecter les attentes de Charles Borromée, le principal initiateur de cette réforme à Milan (le lieu de son apprentissage), c'est-à-dire : le retour vers une iconographie simplifiée qui soit émouvante tout en respectant la théologie. 
Bien plus, il en approfondit le message en dynamisant ses toiles par l'intensité symbolique de l'ombre, associée à la misère et parfois à la laideur. Il utilise la dynamique des corps découpés dans cette ombre par la « lumière divine ». 

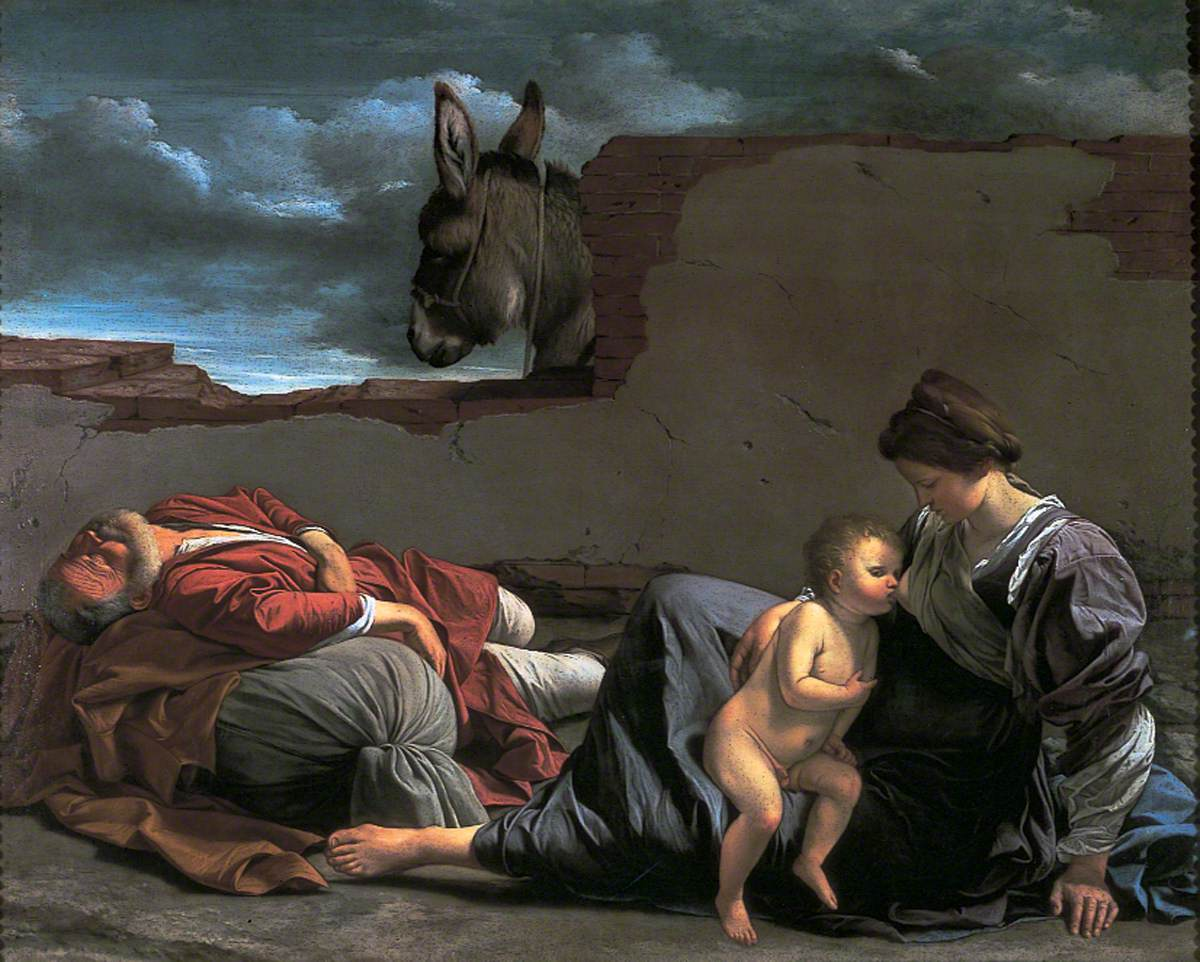
Repos durant la fuite en Égypte d’Orazio Gentileschi.

L'exemple, peut-être le plus explicite, met en présence, dans la chapelle Vittrice, à Santa Maria del Popolo, à Rome, la Conversion de Saint Paul (1600-1601) par la lumière (les yeux fermés) et l'inscription dans le marbre du tombeau pour lequel la commande avait été passée à Caravage et qui fait dire au défunt ces mots : « post tenebras spero lucem », qu'« après les ténèbres (de cette vie terrestre) j'espère la lumière ». 
Avec ce contexte religieux porteur de commandes précises Caravage sait tirer, dans l'espace de sa culture artistique, les enseignements de ses prédécesseurs qui déjà refusaient des conventions dont le sens ne semblaient plus pertinent. 
Le traitement de la lumière était une question dans l'air. Certains, comme Jacopo Bassano, dès le milieu du XVIe siècle, avaient fait le choix du luminisme. 
Mais par son sens révolutionnaire du sacré, Le Caravage substitue l'éclairage direct, métaphore d'un contact direct, mystique, avec le divin, à une lumière réfléchie et diffuse. 
Il substitue une vision naturaliste focalisée sur le monde des hommes, aux artifices du maniérisme et à toutes les surcharges de couleur, les accumulations d'accessoires et les illusions de la perspective qui prévalaient auparavant. 
Cette révolution entraine alors de nombreux artistes à s'en inspirer car elle est fondée sur un vaste mouvement de retour à l'étude de la nature : l'initiateur Michel-Ange mais aussi les Bolonais et l'académie des Carrache, l'école lombarde dont Moretto et Vincenzo Campi, après la parenthèse maniériste. 
En se focalisant sur la nature humaine, ses passions et ses drames, Caravage, semblant rivaliser avec Michel-Ange, dépassait dans la radicalité tous ses contemporains et faisait du corps humain le sujet, apparemment unique car bien visible, de sa peinture.
Caravage ouvre la voie, par une peinture méditative et intime, à une exploration anxieuse de l’âme (démarche que poursuivra Rembrandt dans le contexte plus austère du protestantisme hollandais). 
Voulant témoigner des émotions humaines, il cherche à rendre tangibles les événements religieux qu’il va donc représenter comme des scènes de genres. 
Humanisant l’art sacré, sa vision crue et sa piété intime s’opposent totalement à l’approche préconisée à cette période. Même si ces toiles sont parfois refusées, les artistes et les intellectuels de son époque le reconnaissent comme un inventeur de génie.
Libérant les artistes des stéréotypes maniéristes et amorçant une nouvelle approche de la réalité physique des choses, la peinture du Caravage connaîtra une diffusion rapide et étendue en Europe. 
Le caravagisme ne se cantonne donc pas à un cadre stylistique et peut être rapproché aussi bien des références et de la rigueur classique d’un Georges de La Tour que des emphases baroques de Rubens.

## Évolution stylistique

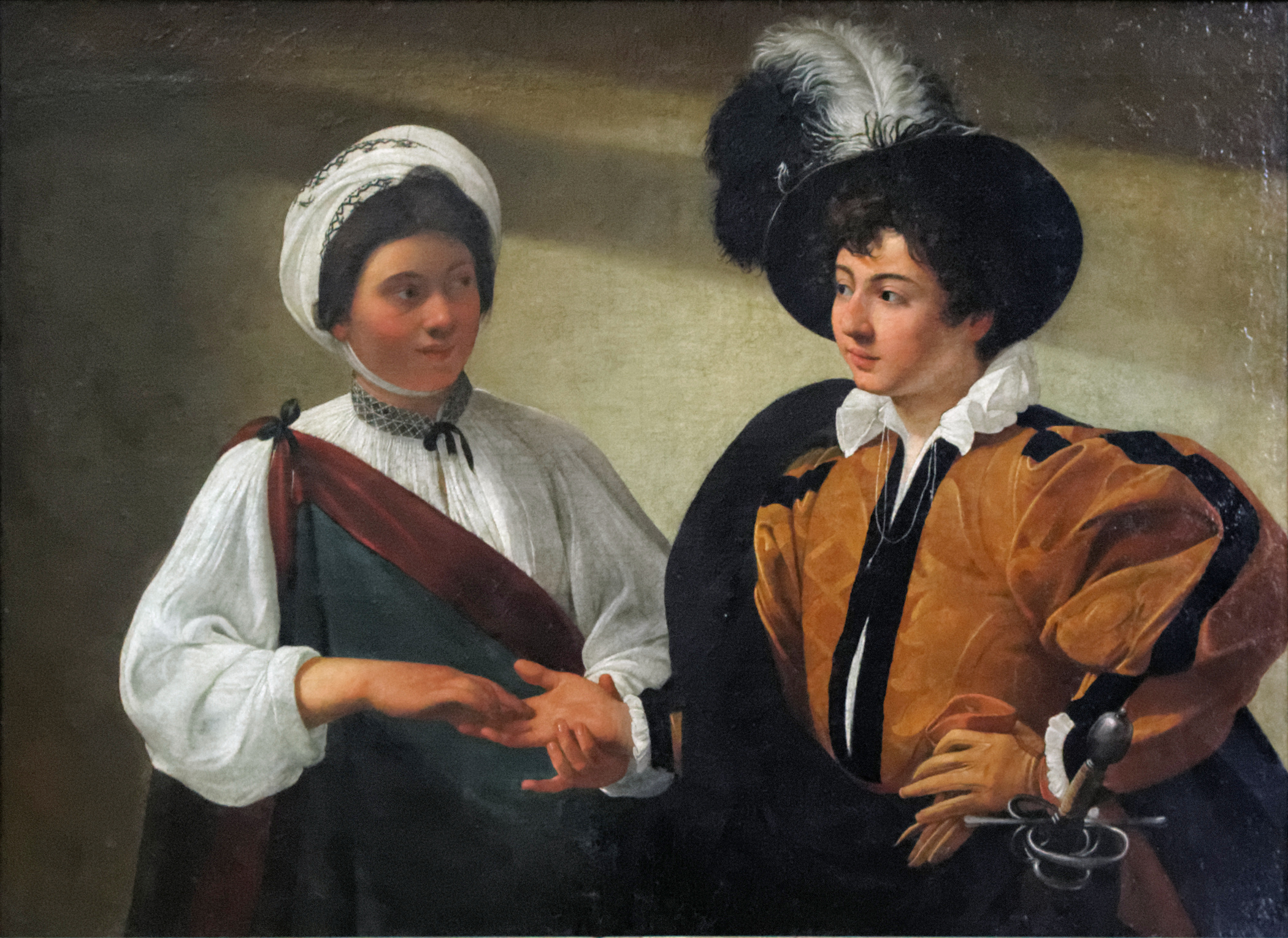
La Diseuse de bonne aventure, Caravage, v. 1594, musée du Louvre (Paris)

Originaire de Milan, le Caravage y est formé par Simone Peterzano mais s’installe à Rome dès 1592. Rome est en effet le grand foyer artistique italien où se retrouvent des artistes de toutes origines (Annibal Carrache est bolonais, Simon Vouet est français, José de Ribera est espagnol, etc.) qui viennent débattre à l’Académie de Saint-Luc (fondée en 1593) et profiter de l’important mécénat religieux (papes et cardinaux).
On distingue trois périodes dans l’art du Caravage :
- La Manière claire : première période romaine entre 1594 et 1600. On y sent encore l’influence maniériste avec une palette claire, une facture lisse et brillante. On y observe cependant la mise en place du schéma caravagesque dans le cadrage et la composition (détaillé dans la partie suivante). La Diseuse de bonne aventure (v. 1595) conservée au musée du Louvre en est un excellent exemple. Notons que cette période est celle de la création de nombreux sujets et thèmes qui connaîtront une très grande pérennité dans la peinture occidentale.
- La Manière noire : entre 1600 et 1606, s’affirme le rôle de la lumière et le jeu des contrastes avec le développement du « clair-obscur caravagesque ».
- La Période d’errance : entre 1606 et 1610, où la facture devient de plus en plus vibrante et obscure. Parfois appelé le « piétisme caravagesque », le peintre abandonne son ironie et son insolence probablement en raison de la culpabilité qui l’assaillit à la suite d'un duel ayant tourné au meurtre. Cette période semble marquée par une recherche d’absolution divine.

Précisons que les recherches les plus récentes ont tendance à relativiser, même si elle est indéniable, une évolution de sa peinture vers l’obscurité.

## Les caractéristiques

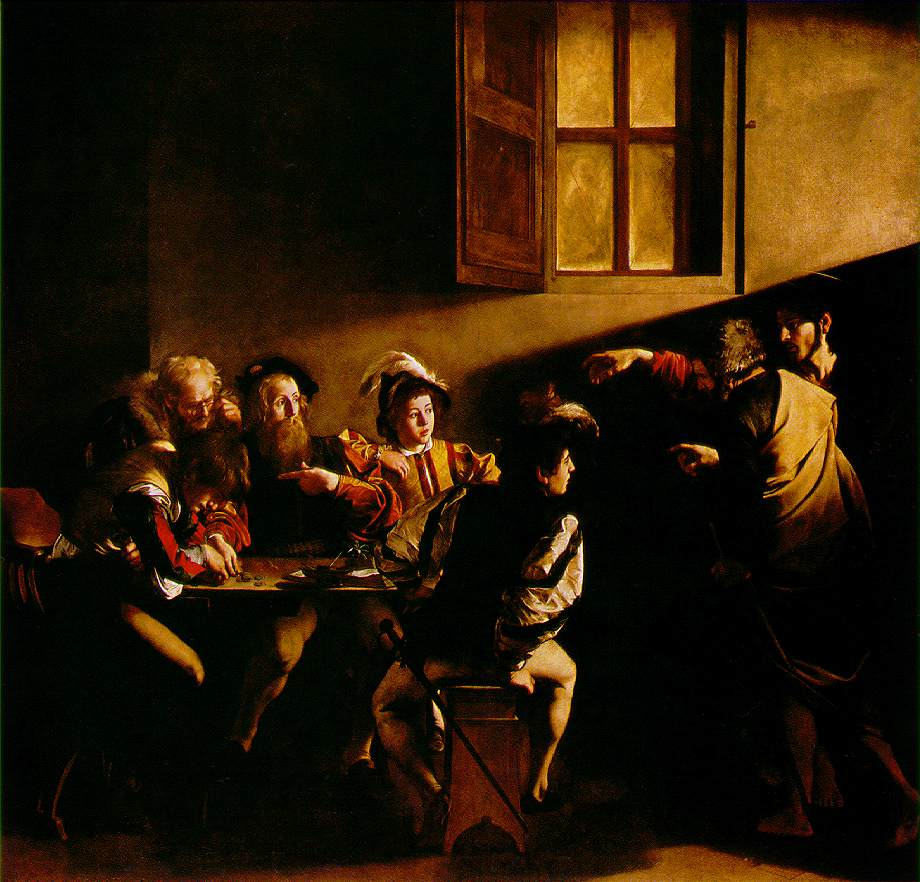
La Vocation de saint Matthieu, Caravage, v. 1599, chapelle Contarelli de l’église Saint-Louis-des-Français (Rome)

Le « schéma caravagesque » se met en place très tôt. Les compositions, principalement en largeur, présentent des personnages grandeur nature, souvent coupés à mi-corps. Cette organisation permet, par la succession des plans, de créer l’illusion de profondeur sans avoir à traiter le problème de la perspective. De plus l’artiste introduit directement le spectateur dans la scène. Celle-ci semble encore plus proche en raison du fond neutre. Ces artifices de composition que l’on observe dans le tableau du musée du Louvre cité plus haut seront repris par la plupart de ses imitateurs (exception faite de Orazio Gentileschi).
La lumière est elle aussi un élément essentiel de ses compositions. D’abord baignant tout le tableau (La Diseuse de bonne aventure, 1594, La Fuite en Égypte, v. 1596), elle tend à se concentrer sur certaines zones créant un contraste de clair-obscur qui donne une dimension de plus en plus dramatique à ses œuvres. Presque toujours extérieure au tableau, la lumière fait irruption dans la scène et guide l’œil vers l’essentiel. Apportant une dimension symbolique et spirituelle, elle participe autant à la compréhension de la scène qu’à sa sacralisation. Notons que, chez Caravage, le caractère divin des personnages est littéralement « mis en lumière » plutôt que représenté par des attributs symboliques et artificiels. Ces deux éléments sont très visibles dans le tableau La Vocation de saint Matthieu du cycle de la chapelle Contarelli à Rome (1599-1600). 
Les rouges, les bruns et les noirs dominent. La couleur est appliquée alla prima, sans dessin préparatoire.
En ce qui concerne les thèmes traités, Caravage permet un renouveau perpétué par ses imitateurs. On observe généralement une double lecture de ses œuvres, avec une forte dimension morale. Afin d’atteindre ce but, il recherche l’archétype et utilise fréquemment les mêmes modèles. Ces deux caractéristiques s’atténueront au sein du courant caravagesque, pour tendre vers un style plus anecdotique et décoratif, comme l’illustrent les œuvres de Nicolas Régnier (Diseuse de bonne aventure, musée du Louvre, 1626).
Parmi les sujets représentés par Caravage et repris par les caravagesques, citons :
- Les Tricheurs : une œuvre de Caravage (conservée au Texas, 1595), deux œuvres de Georges de La Tour (une version au Louvre, une au Texas).
- Les Joueurs de luth et les Concert : deux joueurs de luth par Caravage (une version conservée au musée de l’Ermitage et une au Metropolitan Museum of Art, 1596), une version de Bartolomeo Manfredi (à l’Ermitage, 1615), une version de Gentileschi (à Washington, 1615), ainsi que les nombreux concerts des caravagistes du nord (Le Concert par Gerrit van Honthorst, 1620, musée du Louvre).
- La Diseuse de bonne aventure : deux versions du Caravage (une version au musée du Louvre et une version au musée du Capitole), une version par Simon Vouet (1617, conservée à Ottawa), une par Nicolas Régnier (1620, Louvre[3]), une par Valentin de Boulogne (1628, musée du Louvre[4]) et une version par Georges de La Tour (1640, Metropolitan Museum of Art).
- David vainqueur de Goliath : trois versions de Caravage (une à Madrid, une à Vienne et une à Rome), une version de Bartolomeo Manfredi (triomphe de David, 1615, musée du Louvre[5]) et une version de Guido Reni (1606, musée du Louvre).

## Diffusion

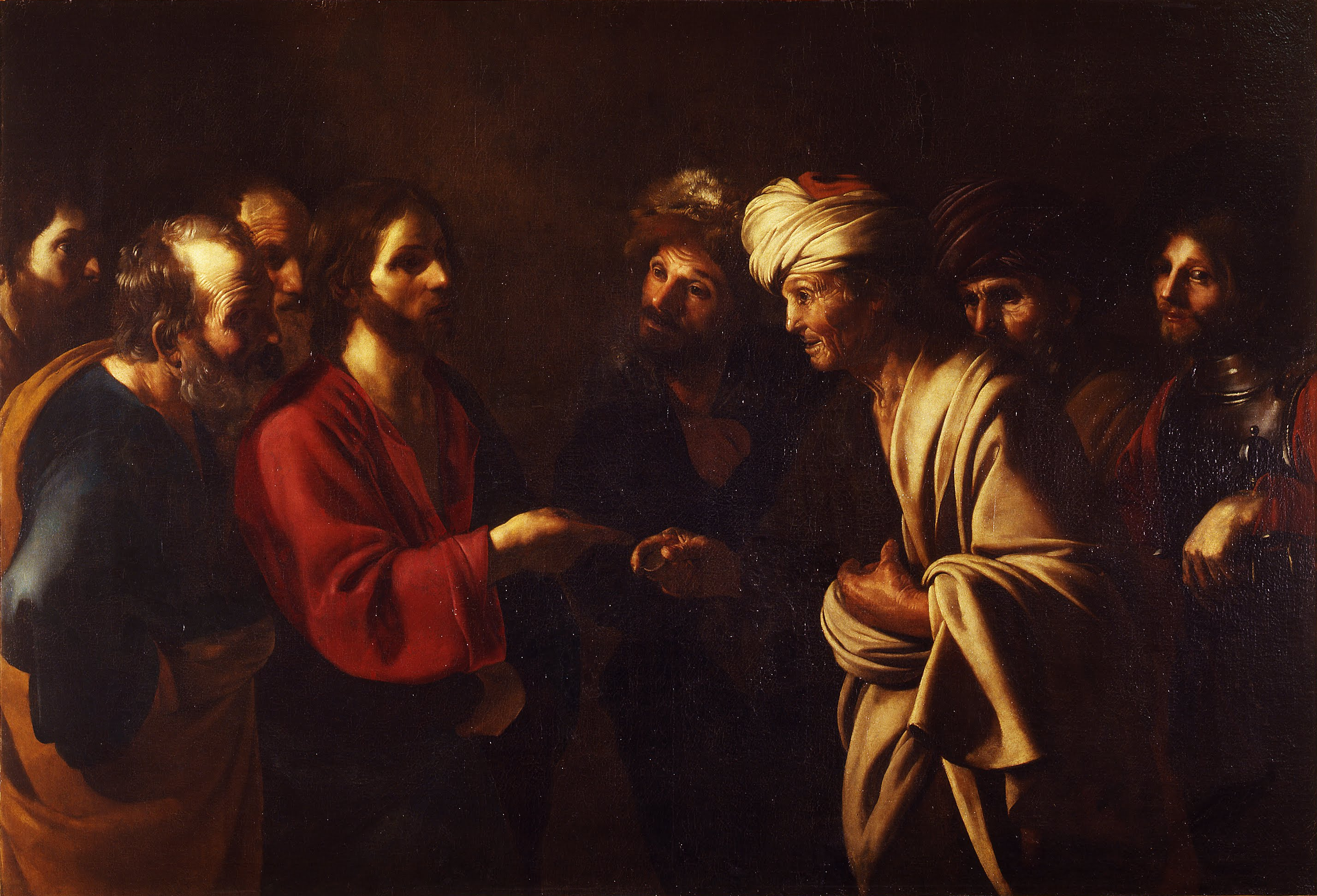
Bartolomeo Manfredi (1582-1622). Le tribut à César, vers 1610-1620. Huile sur toile, 130 × 191 cm. Florence, Galerie des Offices.
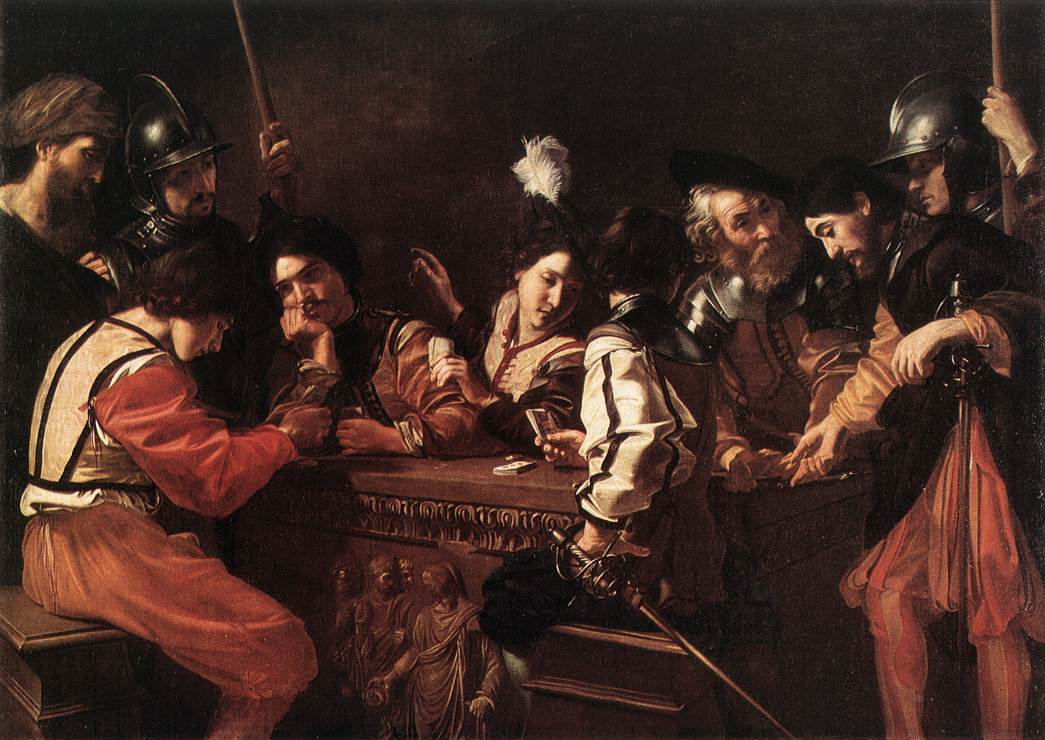
Nicolas Tournier (1590-1639). Corps de garde, avant 1625. huile sur toile, 169 × 239 cm Gemäldegalerie Alte Meister, Dresde.
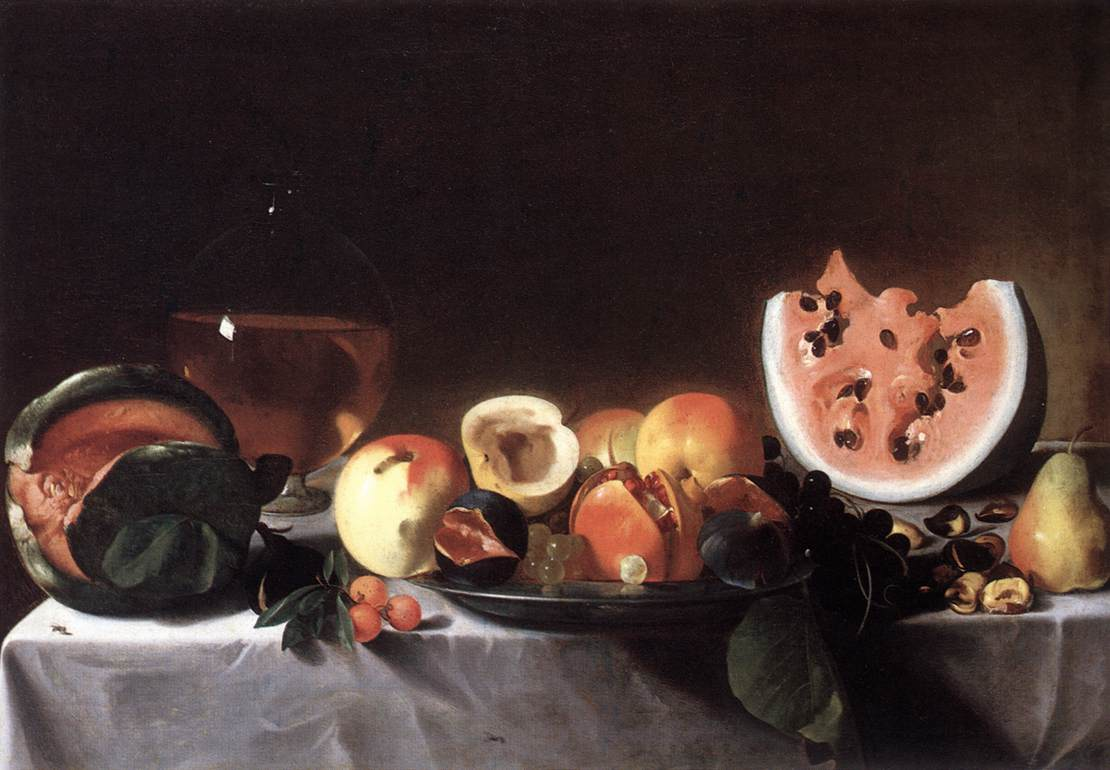
Pensionante del Saraceni (actif à Rome vers 1615-1625). Fruits et carafe de vin, vers 1615. Huile sur toile 51 × 72 cm. National Gallery of Art, Washington.
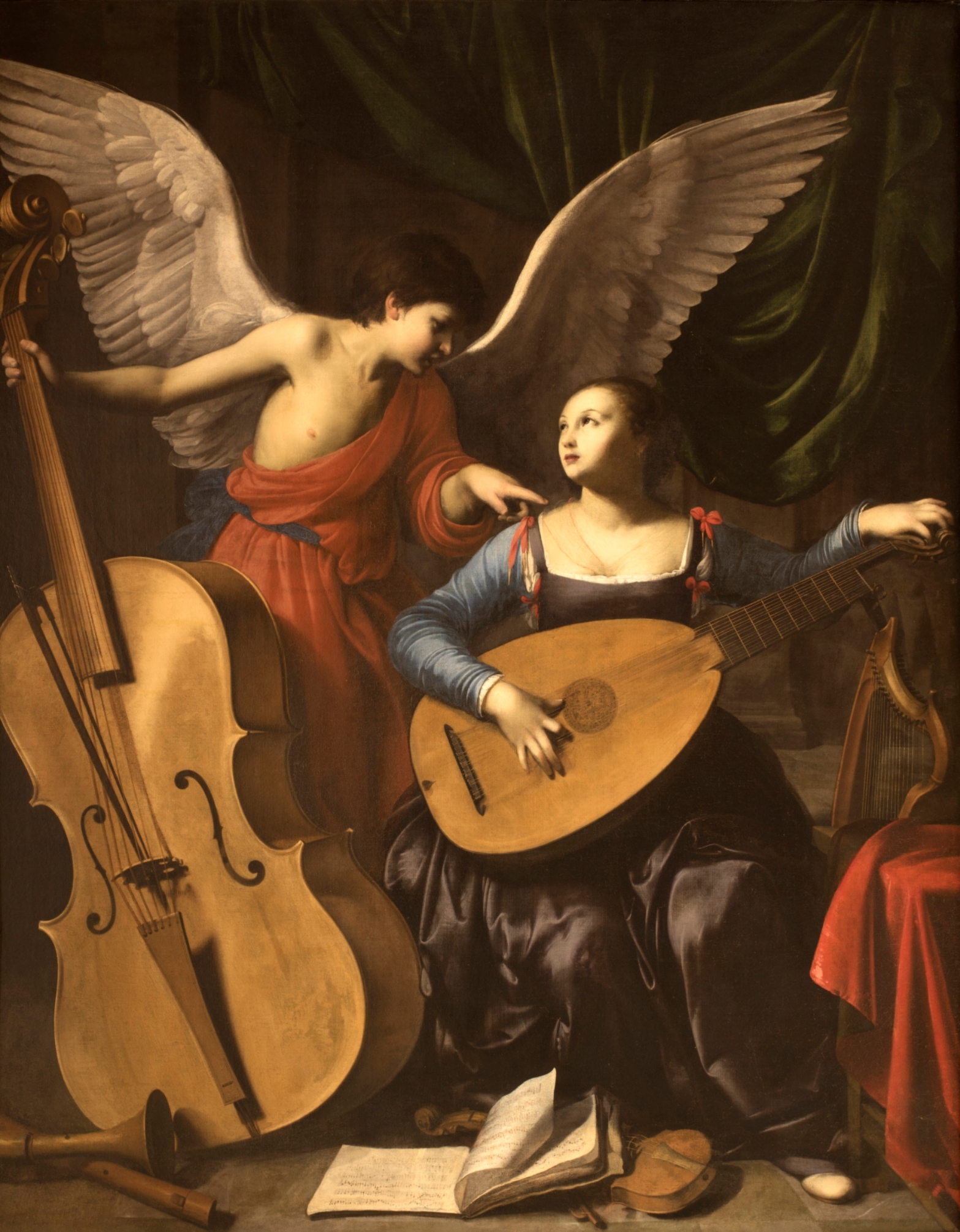
Carlo Saraceni (1579-1620). Sainte Cécile et l'ange, vers 1610. Huile sur toile 172 × 139 cm. Galerie nationale d'art ancien (Rome).
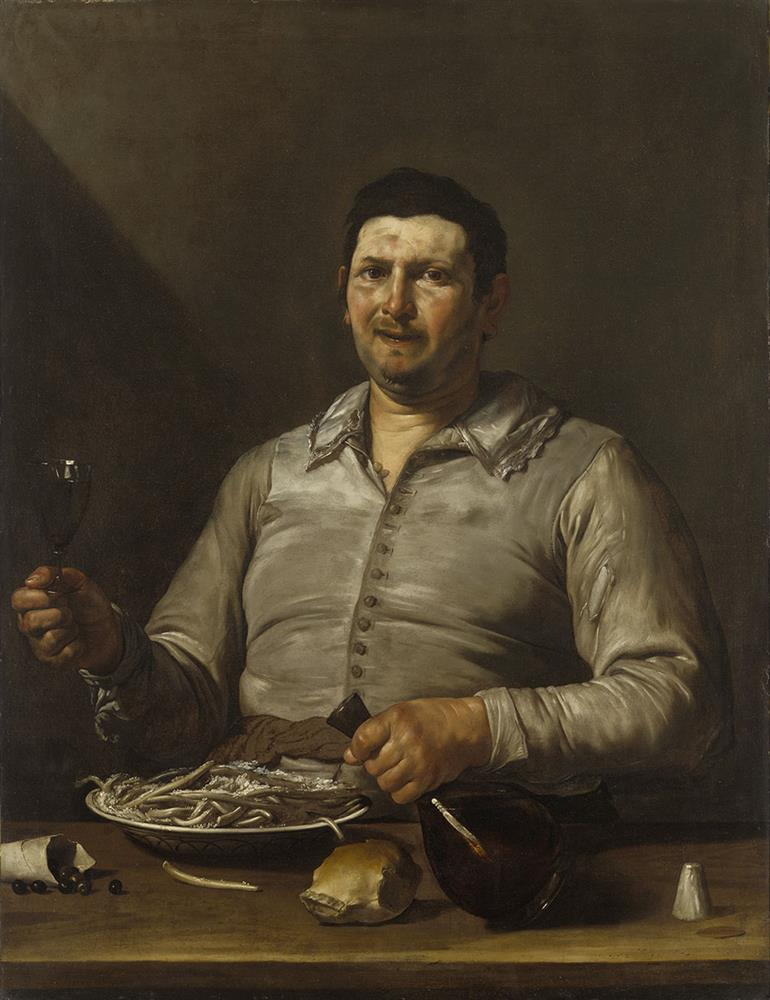
José de Ribera (1591-1652). Le Goût, vers 1614-16. Huile sur toile, 113 × 88 cm. Wadsworth Atheneum, Hartford (Connecticut).
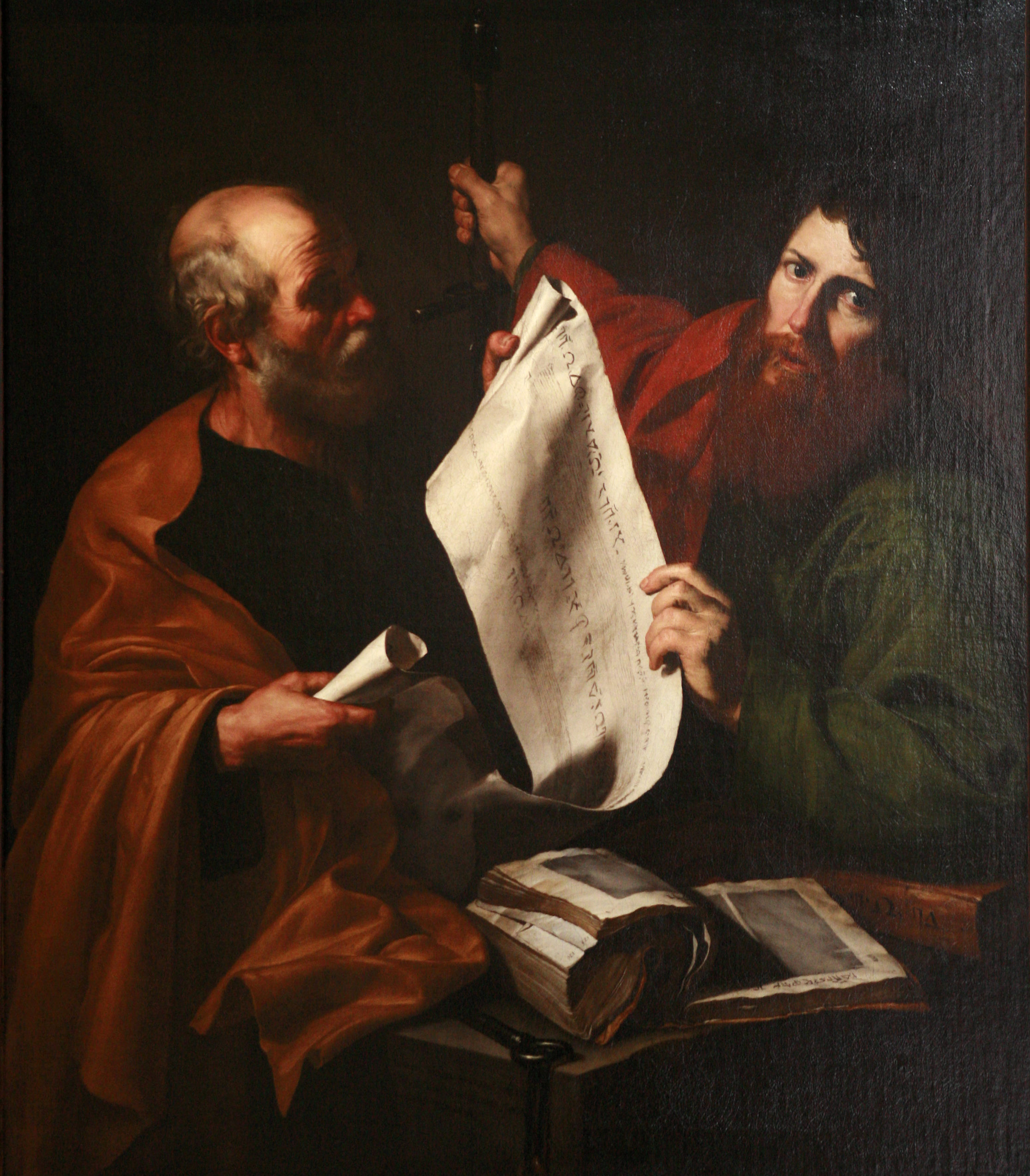
José de Ribera (1591-1652). Saint Paul et saint Pierre, vers 1616-1617. Huile sur toile, 126 × 112 cm. Musée des beaux-arts de Strasbourg.
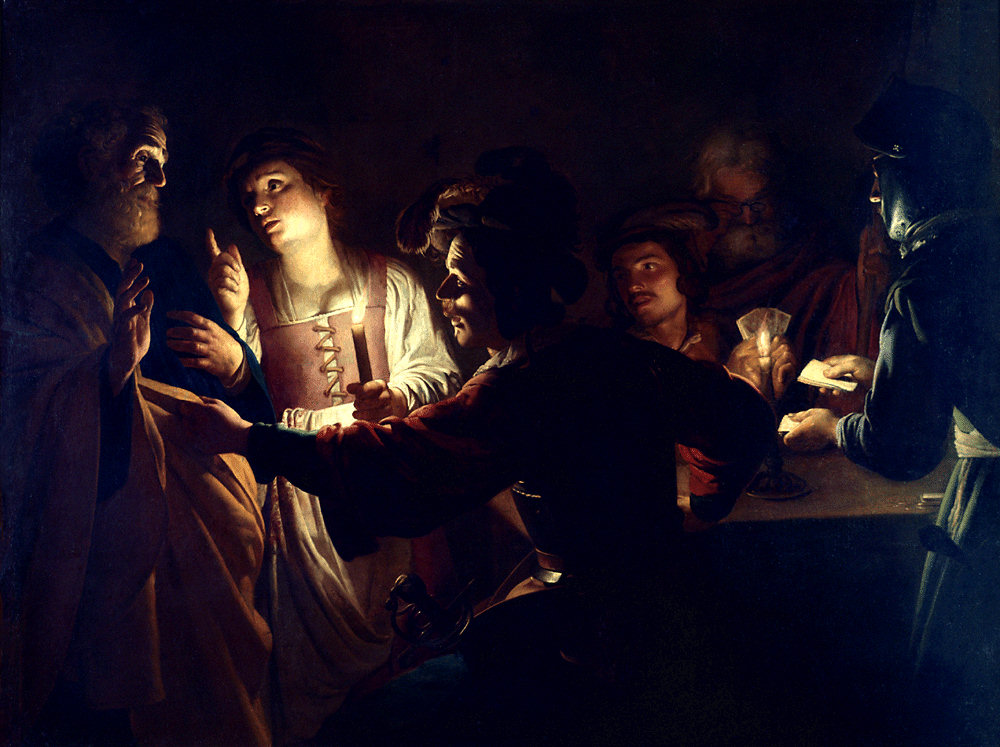
Gerrit van Honthorst (1590-1656). Le Reniement de saint Pierre, 1618-1620. Huile sur toile, 150 × 197 cm. Musée des beaux-arts de Rennes.
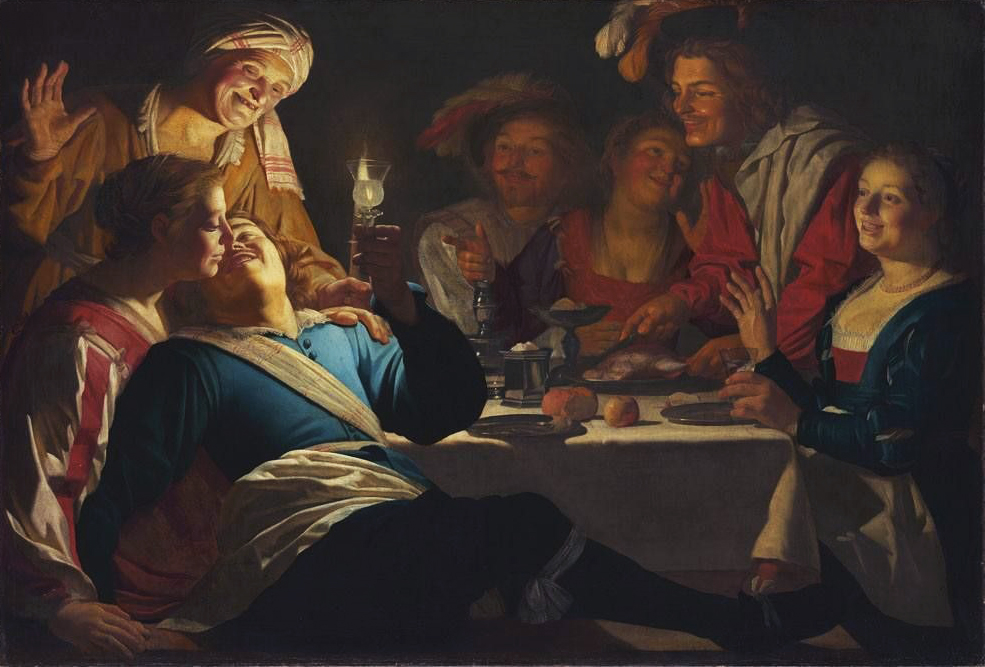
Gerrit van Honthorst (1590-1656). Le Fils prodigue, 1623. Huile sur toile, 125 × 157 cm. Alte Pinakothek, Munich.
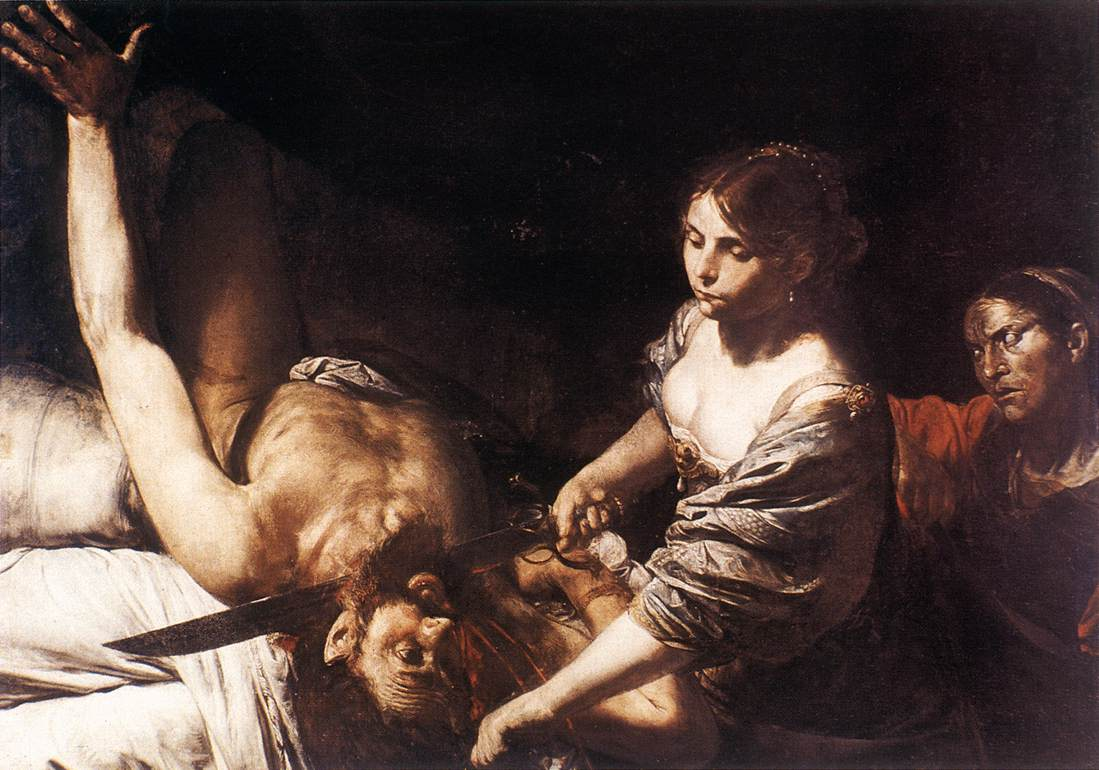
Valentin de Boulogne (1591-1632). Judith et Holophernes, vers 1626. Huile sur toile, 106 × 141 cm. Museo delle Belle Arti, La Valette.
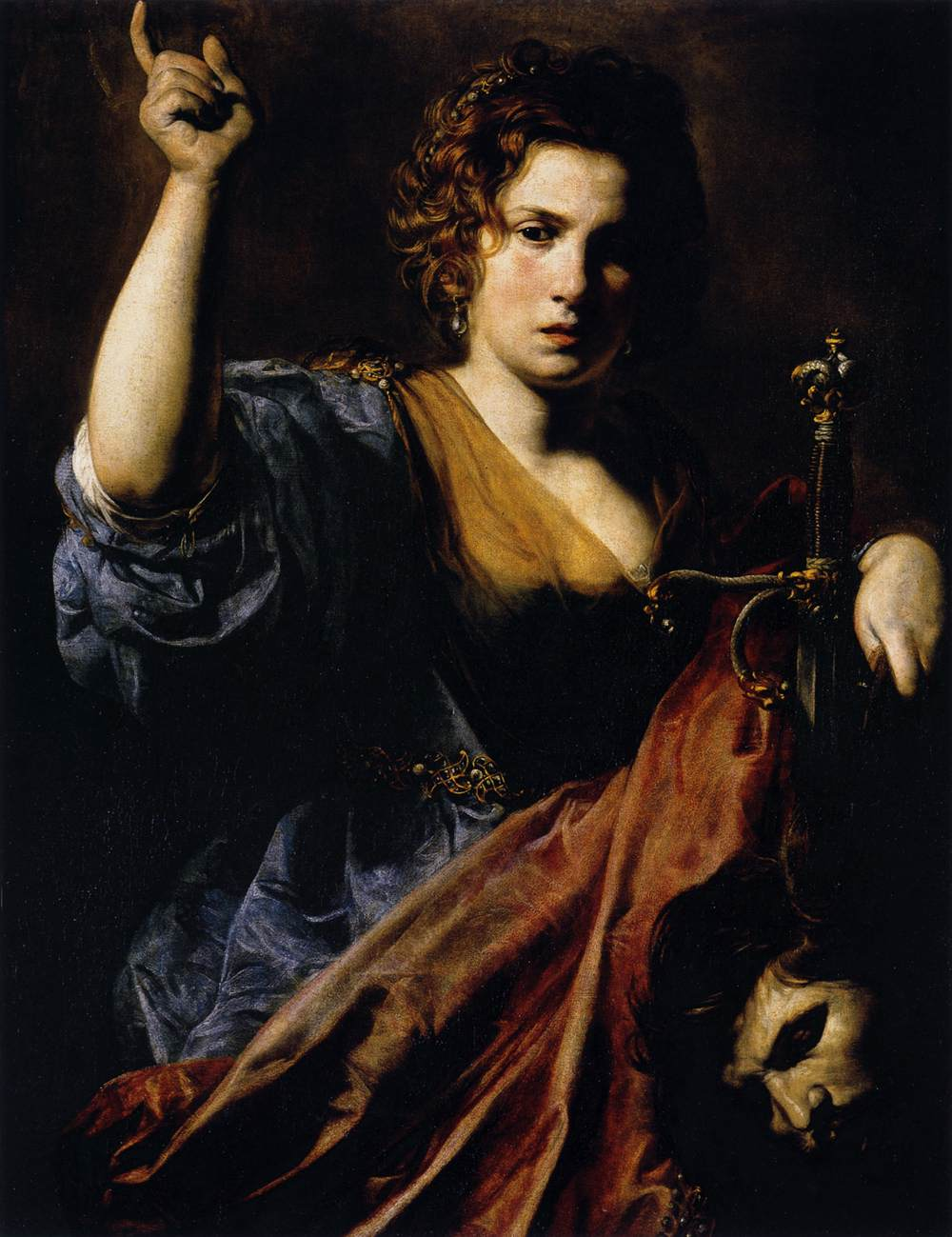
Valentin de Boulogne (1591-1632). Judith, 1626-28. Huile sur toile 97 × 74 cm. Musée des Augustins, Toulouse.
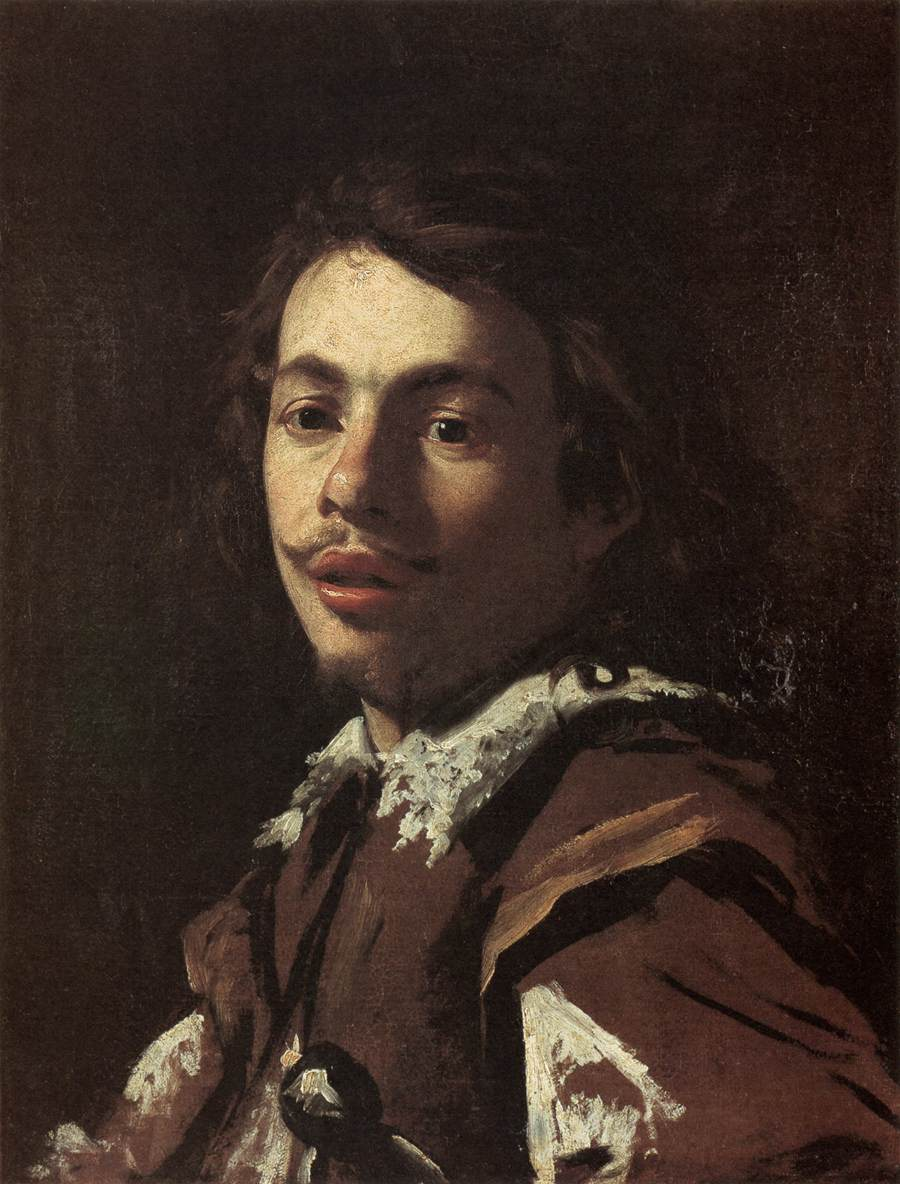
Simon Vouet (1590-1649). Autoportrait, vers 1620. Huile sur toile, 64 × 48 cm. Musée Réattu, Arles.
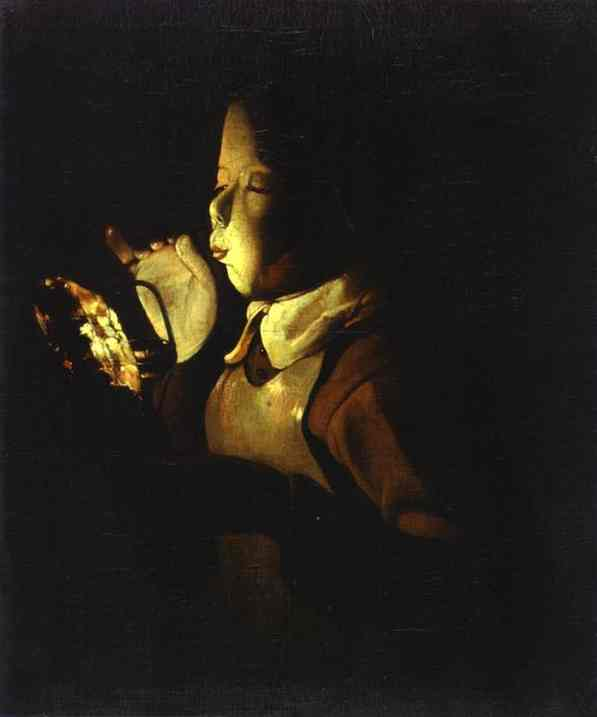
Georges de La Tour (1593-1652). Le Souffleur à la lampe, 1640. Huile sur toile 61 × 51 cm. Musée des beaux-arts de Dijon.
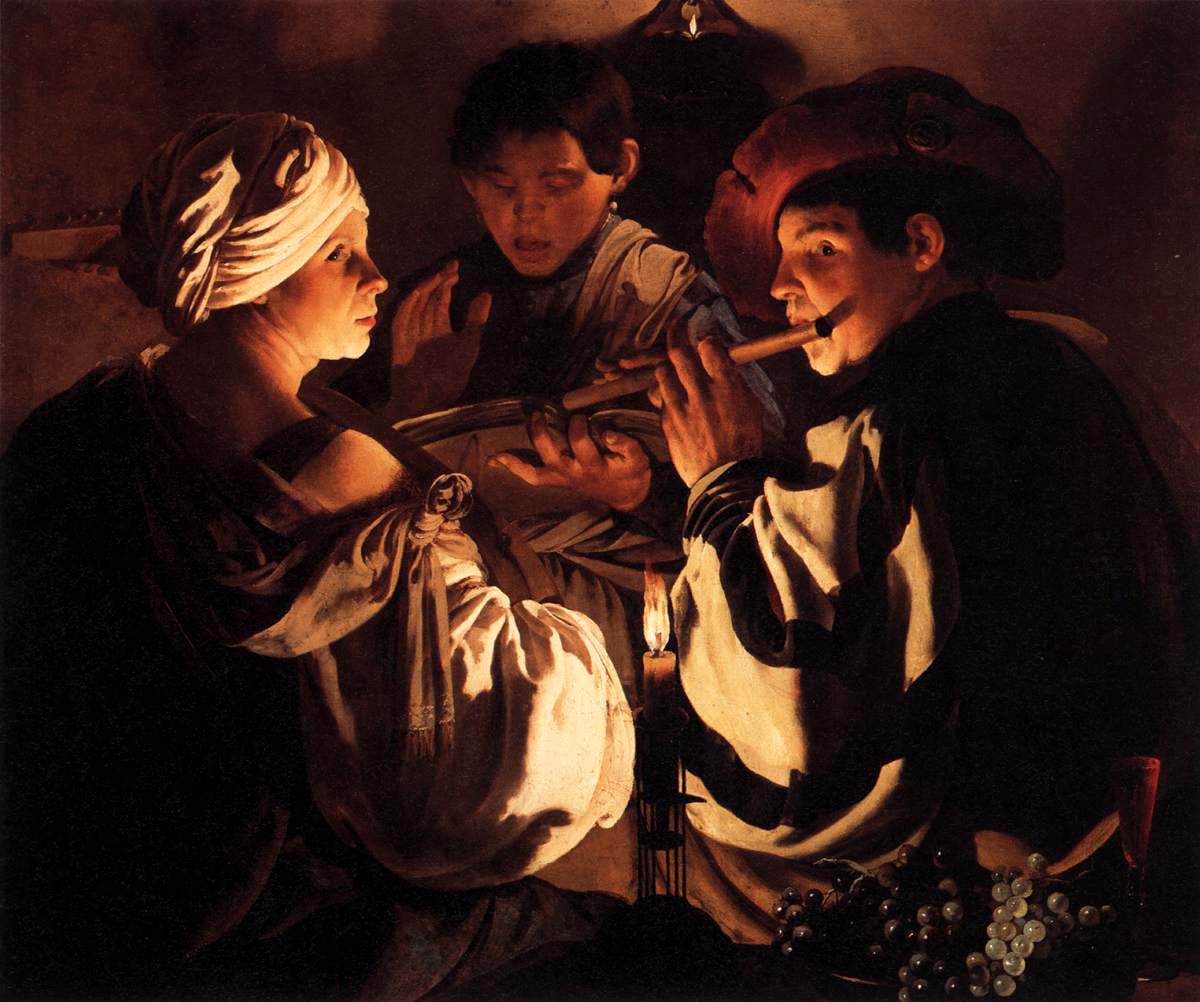
Hendrick ter Brugghen (1588-1629). Le Concert, 1627. Huile sur toile, 99,1 × 116,8 cm. National Gallery, Londres.

Le caravagisme commence avec l’arrivée à Rome de Michelangelo Merisi (Le Caravage) (1591) et s’achève avec la disparition de Georges de La Tour et de José de Ribera (1652). Moins prégnant en Italie à partir du second quart du XVIe siècle, c’est à partir de cette période qu’il commence à influencer profondément la peinture européenne et ce, jusqu’à la fin du XVIIe siècle.

### Italie

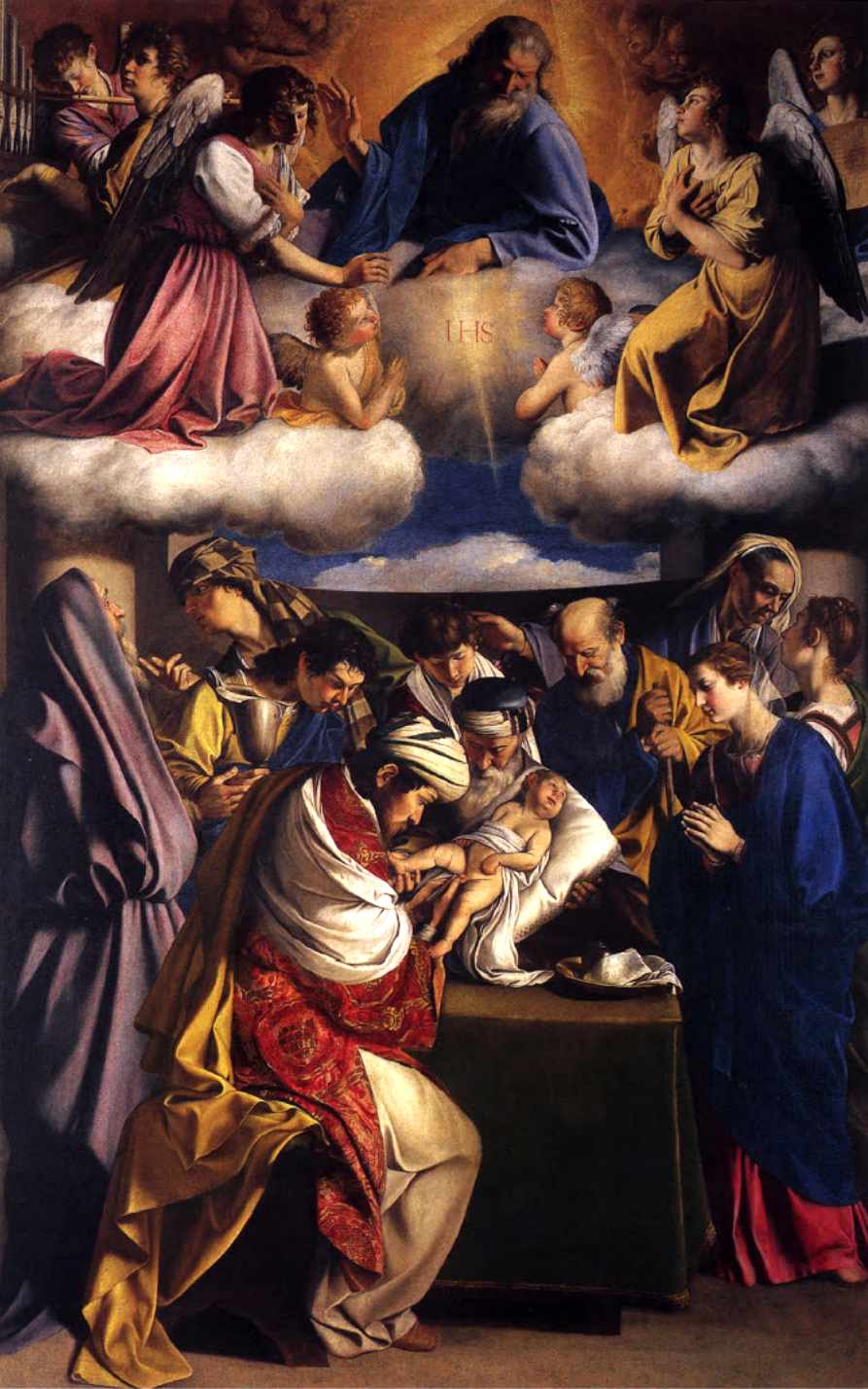
Circoncision de Jésus d’Orazio Gentileschi, Pinacothèque Podesti d'Ancône

Il s’étend en Italie (Rome, Naples, Gênes), en trouvant un écho dans les toiles de Bartolomeo Manfredi (1580-1620), considéré comme son plus proche suiveur et le théoricien du caravagisme. Orazio Gentileschi (1563-1639) va, quant à lui, poétiser les scènes par la douceur de la lumière, les drapés soyeux et un chromatisme raffiné. Il sera suivi par sa fille Artemisia (1593-1652). José de Ribera (1591-1652), napolitain d’origine espagnole, contribue à la vigueur du foyer napolitain et à l’influence prépondérante du caravagisme en Espagne puisqu’à cette époque, le royaume de Naples est sous tutelle espagnole. 
Sur le littoral adriatique central, et spécialement dans les Marches, Giovanni Francesco Guerrieri, quant à lui, représentera un caravagisme davantage tempéré par l'influence de Simon Vouet et de persistances maniéristes telles que chez Simone de Magistris.
Citons enfin Battistello Caracciolo, dit Battistello (1578-1635) chez qui l’on retrouve, comme chez Ribera, le style des dernières années de Caravage, caractérisé par des atmosphères très sombres.
Les peintres étrangers venus se former à Rome sont nombreux. Influencés par les proches disciples italiens cités précédemment, ces artistes vont, à partir des années 1625, diffuser ce courant hors d’Italie. Un des premiers fut le peintre d’origine flamande Louis Finson.

### France
Pour la France, c’est Valentin de Boulogne, dit Le Valentin (1591-1632), qui amorce le courant. Chef de file des artistes français à Rome, il s’engage dans le caravagisme et entraîne avec lui les autres artistes français, chacun développant toutefois sa propre approche. Le foyer toulousain, représenté par Nicolas Tournier (Crucifixion, conservée au musée du Louvre), montre un caravagisme épuré et austère. Valentin de Boulogne est formé dans l’atelier de Manfredi et poursuit le schéma caravagesque tout en compliquant ses compositions. Suivant la même démarche, Nicolas Régnier apporte, quant à lui, un raffinement et une richesse qui le différencient du Caravage. Redécouvert tardivement dans la seconde moitié du XXe siècle, Guy François (v. 1578-1650) fait également partie des peintres qui ont fait le voyage à Rome (1608) et qui ont rapporté en France les leçons du Caravage. 
Au sein du caravagisme français, le foyer lorrain représenté par Georges de La Tour représente une figure à part. Plus tardif, il développe un style très personnel s’inspirant du schéma caravagesque mais avec une géométrisation de formes très marquée et un traitement virtuose de la lumière (dont la source est située cette fois à l’intérieur du tableau). Il applique le luminisme en accentuant l’atmosphère silencieuse et recueillie, l’éclairage ténu d’une chandelle rendant l’atmosphère du tableau quasi mystique. Les personnages donnent une impression d’introspection, de réflexion, ayant l’air de poser silencieusement, attentifs. La palette se réduit aux bruns et aux rouges.
Si plusieurs peintres originaires du Nord de la France, tels Simon Vouet (1590-1649) et Claude Vignon (1593-1670), participent au mouvement caravagesque à Rome, Paris, où déjà se font jour des tendances au classicisme, lui reste imperméable.

### Hollande
Au XVIIe siècle, Rome constituait un pôle d’attraction pour les artistes des Pays-Bas septentrionaux et méridionaux qui y venaient parfaire leur art, un voyage d’étude qui commença à s’organiser, avec notamment la création, vers 1620, des « Bentvueghels », un groupe dont le rôle était surtout social. Ces séjours romains, qui habituellement duraient plusieurs années, furent le principal vecteur de la diffusion du caravagisme au Nord, où l’on verra la formation de ce qui est aujourd’hui appelé l’« école caravagesque d'Utrecht ». Les artistes de cette école s’inspirent principalement de la première période du Caravage et de ses disciples, caractérisée par une lumière claire et une facture lisse. Gerrit van Honthorst (1590-1656) ainsi que Hendrick ter Brugghen (1588-1629) (Le Duo, 1628, musée du Louvre) et Dirck Van Baburen (v. 1595-1624) en sont les plus notables représentants. Ces caravagesques vont influencer Jan Lievens et Rembrandt, puis Johannes Vermeer.

### Flandre

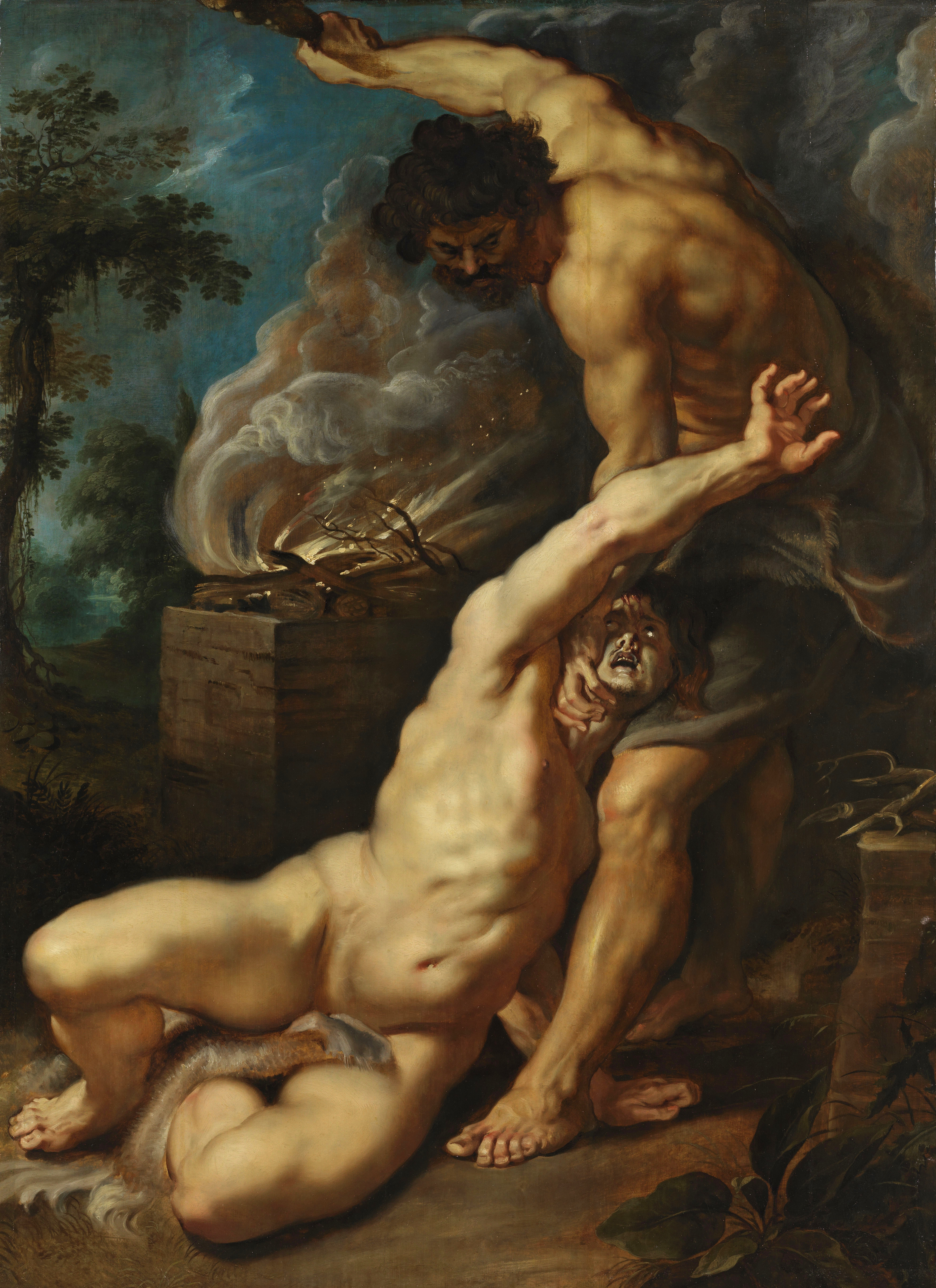
Caïn tuant Abel, Rubens, 1608-1609

Rubens est probablement l'un des premiers artistes flamands à être influencé par Caravage. Pendant la période 1600-1608, Rubens réside en Italie. Il s'installe à Mantoue à la cour du duc Vincent Ier de Mantoue mais aussi à Rome. Pendant son séjour à Rome en 1601, il se familiarise avec la peinture du Caravage. Plus tard, il fait une copie de la Mise au tombeau du Christ de Caravage et recommande à son patron, le Duc de Mantoue, d'acheter La Mort de la Vierge (Louvre). Rubens est après son retour à Anvers instrumental dans l'acquisition de La Madone du rosaire (Musée d'histoire de l'art de Vienne) pour l'Église Saint-Paul d'Anvers. Pendant son séjour en Italie Rubens élargit son intérêt pour l'œuvre de Caravage, y compris le Souper à Emmaüs (Académie des beaux-arts de Brera) et La Vocation de saint Matthieu. Bien qu'un peu de cet intérêt pour Caravage se reflète dans ses dessins durant sa résidence italienne, ce n'est qu'après son retour à Anvers en 1608 que les œuvres de Rubens montrent ouvertement des traits caravagesques comme dans le Caïn tuant Abel (1608-1609) (Institut Courtauld). Cependant, l'influence du Caravage sur l'œuvre de Rubens est moins importante que celle de Raphaël, Correggio, Barocci et les Vénitiens.

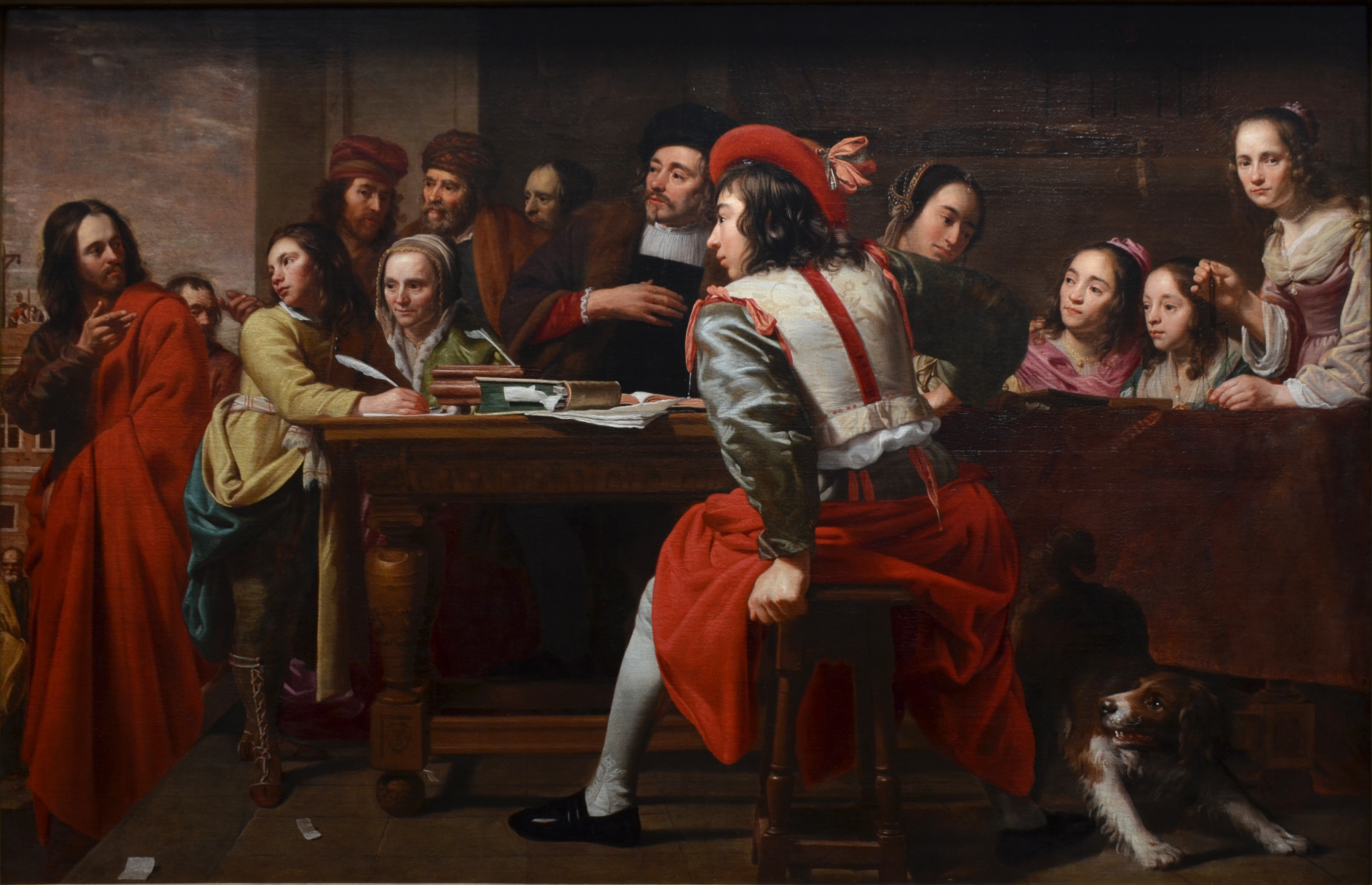
La Vocation de saint Matthieu, par Jacob van Oost (I)

Le caravagisme se diffuse également en Flandres, sans véritable école comme celle d'Utrecht et avec la persistance d'un maniérisme. Louis Finson (vers 1578-1617) est l'un des rares peintres flamands à avoir rencontré directement Le Caravage en Italie. Abraham Janssens, un contemporain de Rubens, 
est un autre peintre flamand qui voyage en Italie (de 1597 à 1602) où il prend connaissance de l'œuvre de Caravage. Ses compositions créées après son retour à Anvers montrent l'influence de Caravage. La composition Scaldis et Antwerpia de 1609 tire son pouvoir expressif de l'utilisation de contrastes forts de lumière et d'ombre (clair-obscur) dont Caravage est le pionnier.
Ce sont surtout les artistes flamands de la génération suivante, après l'arrivée de Rubens sur la scène artistique des années 1620, qui sont les plus influencés par le Caravage. On peut même dire qu'il y a eu un engouement pour le caravagisme en Flandre de 1620 à 1640 Les artistes sont souvent groupés dans l'école caravagesque de Gand ou l'école caravagesque d'Anvers d'après la ville dans laquelle ils étaient principalement actifs. Il n'y a, cependant, aucune distinction stylistique discernable entre ces deux mouvements autres qu'individuels. Parmi l'école caravagesque de Gand peuvent être listés Jan Janssens, Melchior de la Mars et Antoon van den Heuvel (en). La liste d'artistes dans l'école caravagesque d'Anvers est plus longue reflétant l'importance de cette ville en tant que centre artistique prééminent de la Flandre. Ils comprennent Theodore Rombouts, Gerard Seghers, Jan Cossiers, Adam de Coster, Jacques de l'Ange et Jan van Dalen.  À Bruges, Jacob van Oost peint des peintures de genre et d'histoire montrant l'influence de l'œuvre de Caravage et de Manfredi dont il a étudié l'œuvreà Rome  Certains Caravagistes flamands quittent leur pays d'origine pour l'Italie où ils sont influencés par Caravage et de ses suiveurs et ne rentrent jamais en Flandre. C'est le cas de Louis Finson de Bruges qui, après des séjours à Naples et à Rome, passa le reste de sa carrière en France. Un autre exemple d'un Caravagiste flamand expatrié est Hendrick de Somer de Lokeren ou Lochristi, qui passa la majeure partie de sa vie et de sa carrière à Naples où il peignit dans un style Caravigiste inspiré du peintre espagnol Jusepe de Ribera.
Ce que la plupart de ces artistes ont en commun, c'est qu'ils ont probablement visité l'Italie où ils ont eu un contact direct avec l'œuvre  de Caravaggio ou ses disciples italiens et néerlandais. L'influence du Caravage et de ses disciples sur leur œuvre est évident dans l'utilisation d'effets de lumière dramatiques et de gestes expressifs aussi bien que les nouveaux sujet comme les tricheurs aux cartes, diseuses de bonne aventure, le déni de Saint Pierre, etc.,,. Certains artistes se sont concentrés sur certains aspects de l'œuvre du Caravage. Par exemple, Adam de Coster était surnommé le «Pictor Noctium» (peintre des nuits) en raison de sa préférence pour l'utilisation du clair-obscur rigide et du motif répété de figures de demi-longueur éclairées par une bougie qui est couverte.
Beaucoup d'artistes tels que Rombouts, Cossiers et Seghers abandonnent plus tard leur adhésion stricte au style et aux sujets caravagesques et s'évoluent dans différentes directions, souvent sous l'influence de la génération précédente d'artistes flamands qui exerçaient une telle influence sur l'art flamand du XVIIe siècle, c.-à-d. Rubens et Antoine van Dyck,.

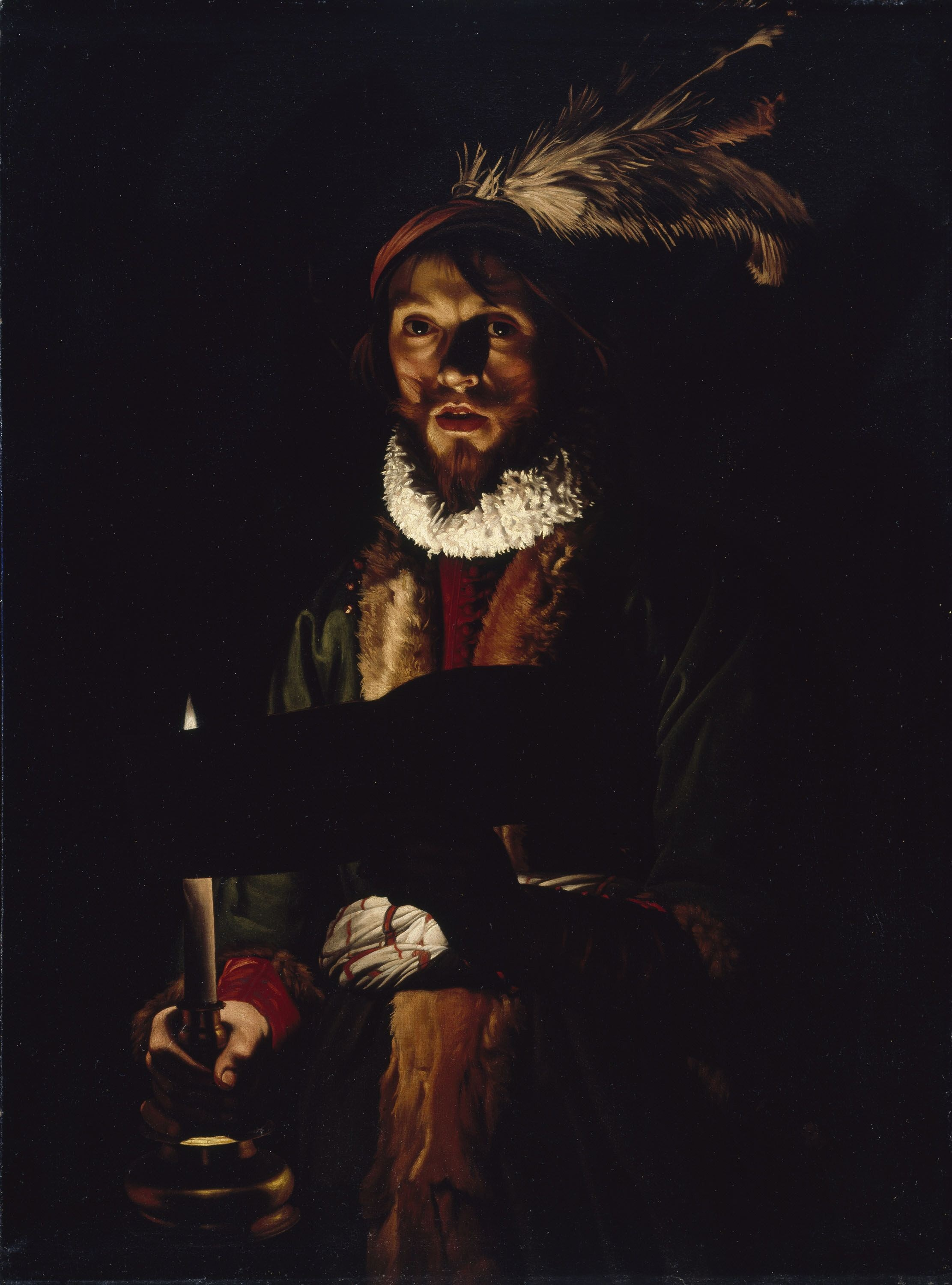
Chanteur à la chandelle, Adam de Coster (1620)
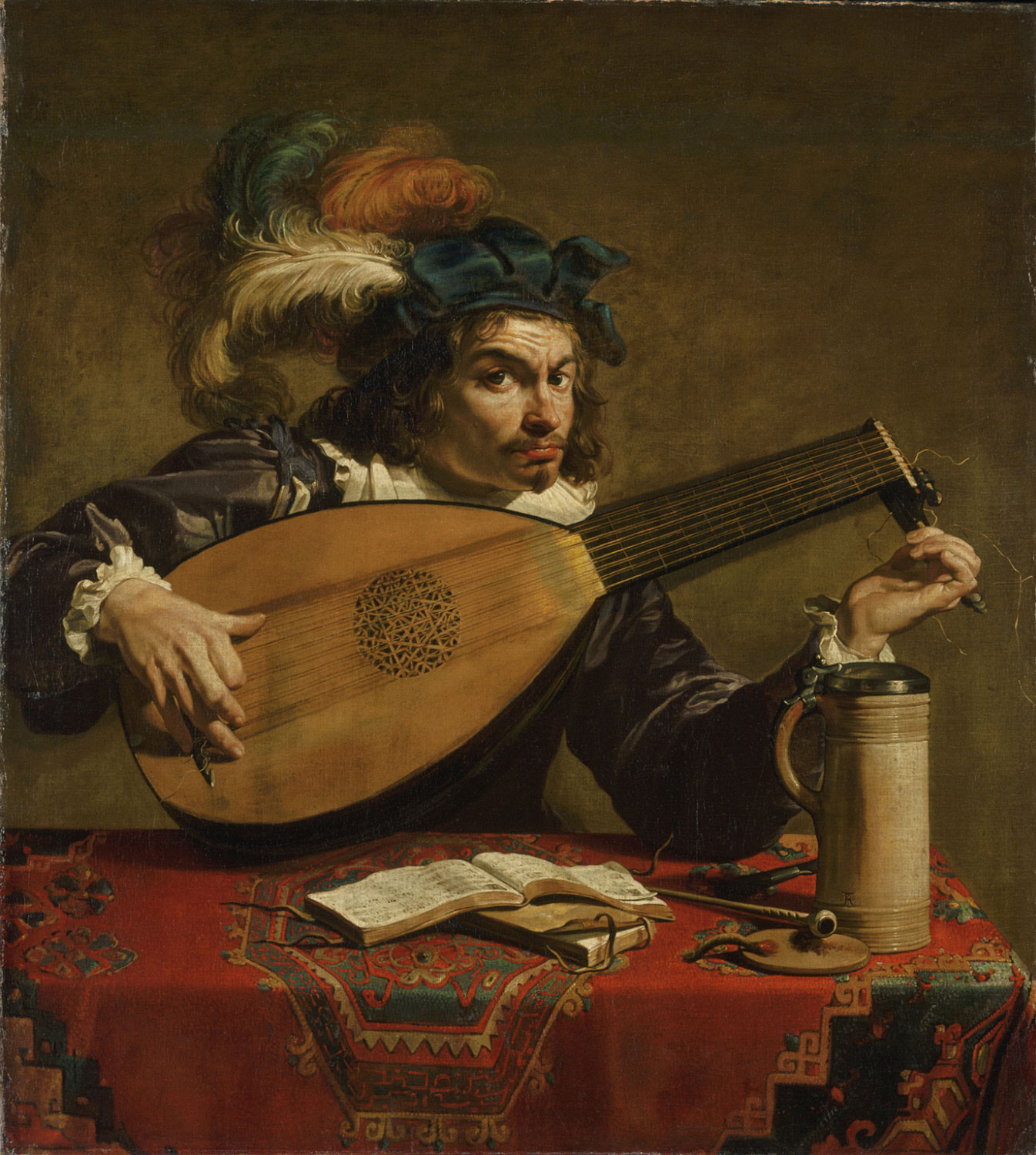
Le joueur de luth, Theodore Rombouts (1620)
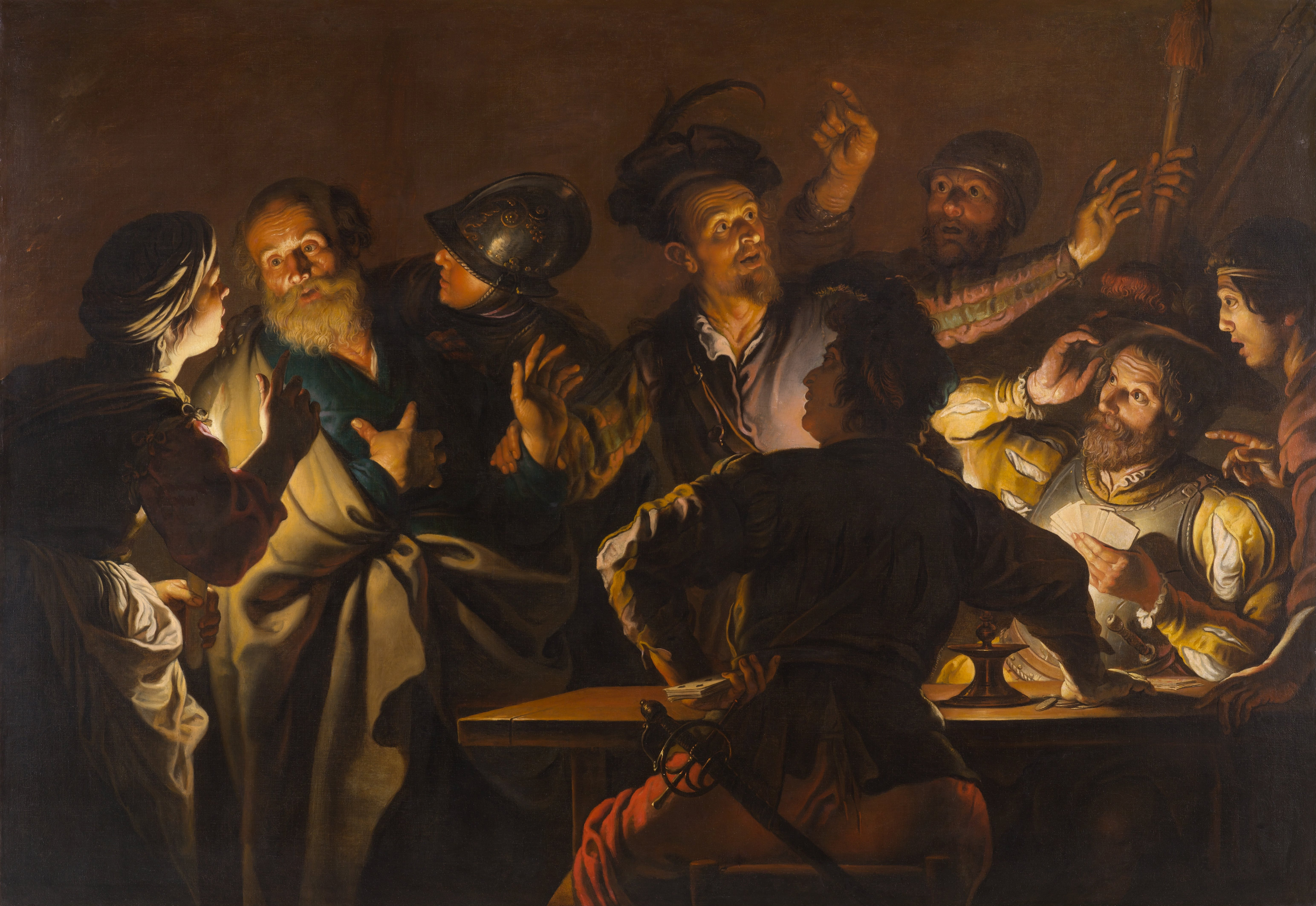
Le déni de Saint-Pierre, Gerard Seghers
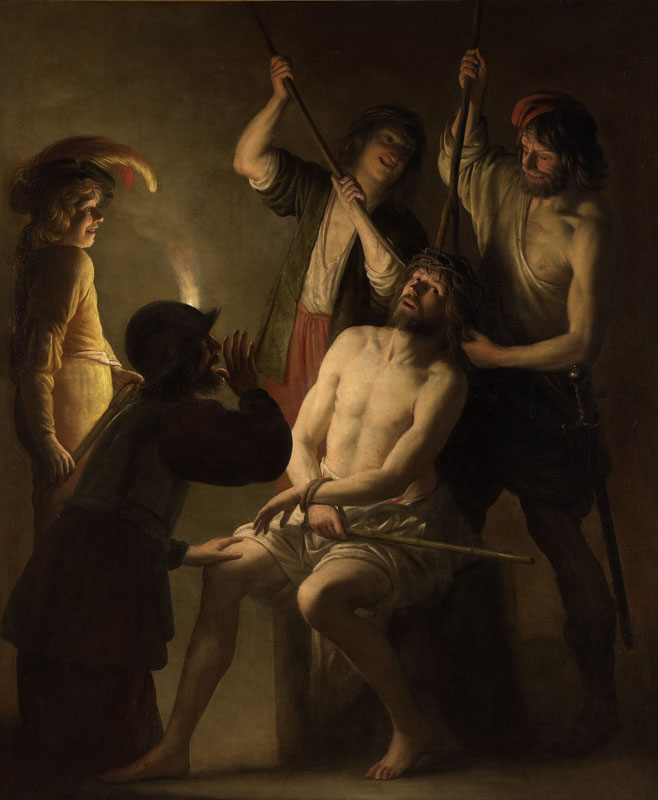
Le couronnement avec des épines, Jan Janssens
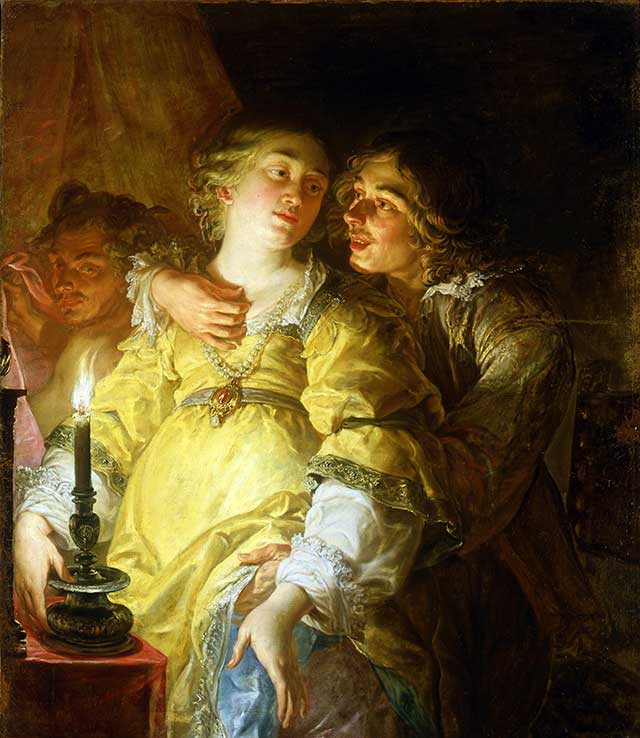
Les Amoureux, Jacques de L'Ange

### Espagne
Le premier caravagesque est probablement Pedro Orrente (1580-1645) qui fit le voyage à Rome dans les années 1600. D'autres artistes vont suivre la même voie, comme Juan Bautista Maino, Pedro Núñez (vers 1614-1654). 
Zurbarán (1598-1664) était nommé « le Caravage espagnol » même s'il n’a jamais été en Italie et s'il n'a eu sans doute qu'une connaissance approximative de l'œuvre du maître.
José de Ribera (1591-1652) reste un cas particulier, le peintre d'origine espagnole ayant fait la quasi-totalité de sa carrière en Italie.

## Les développements

### Le luminisme
Le luminisme, à la fin de la première moitié du XVIIe siècle est un caravagisme dont la particularité se situe dans l’accentuation de la lumière dans l’atmosphère calme du tableau. Les couleurs deviennent chaleureuses avec la source lumineuse. Ses principaux représentants sont Georges de La Tour en France et Gerrit van Honthorst en Hollande ; le Génois Luca Cambiaso en est le précurseur.

### Le ténébrisme

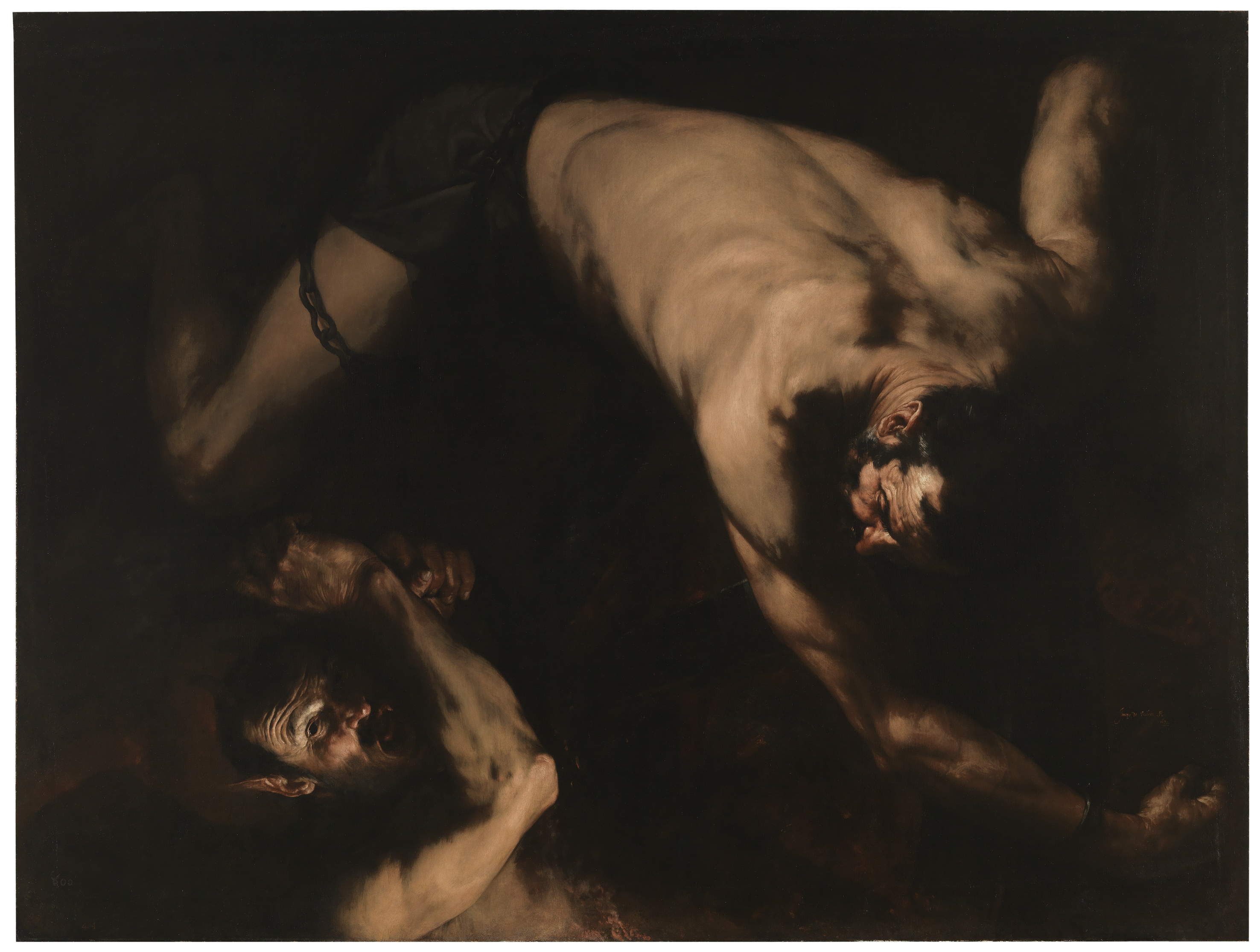
Ixion de José de Ribeira.

Dans le Ténébrisme, apparu vers 1610, les contrastes d’ombres et de lumière sont plus violents, l’effet est plus sombre. Le courant des Tenebrosi, regroupés pour la plupart dans ce grand centre artistique qu’est Séville au « Siècle d’Or », est représenté par José de Ribera (1591-1652) ou Mattia Preti (1613-1699), peut-être influencé par le Napolitain Battistello Caracciolo, un des premiers caravagistes italiens. En effet, le royaume de Naples est alors sous domination espagnole et les échanges étaient nombreux entre les artistes de l’un et l’autre pays. Francisco de Zurbarán (1598-1664) adopte un style ténébriste qui lui vaut le surnom de « Caravage espagnol » dans sa première période. Francisco Ribalta (1551-1628) s’illustre lui à Valence dans des peintures religieuses où l’influence du Caravage est très sensible.
Les peintres espagnols Juan Sánchez Cotán (1560-1627) et Juan van der Hamen (1596-1631), spécialistes des natures mortes dites bodegones, assimilent les leçons de la peinture hollandaise et du caravagisme.

#### Traitement caravagesque par différents artistes d’un même thème, à savoirJudith et Holopherne.

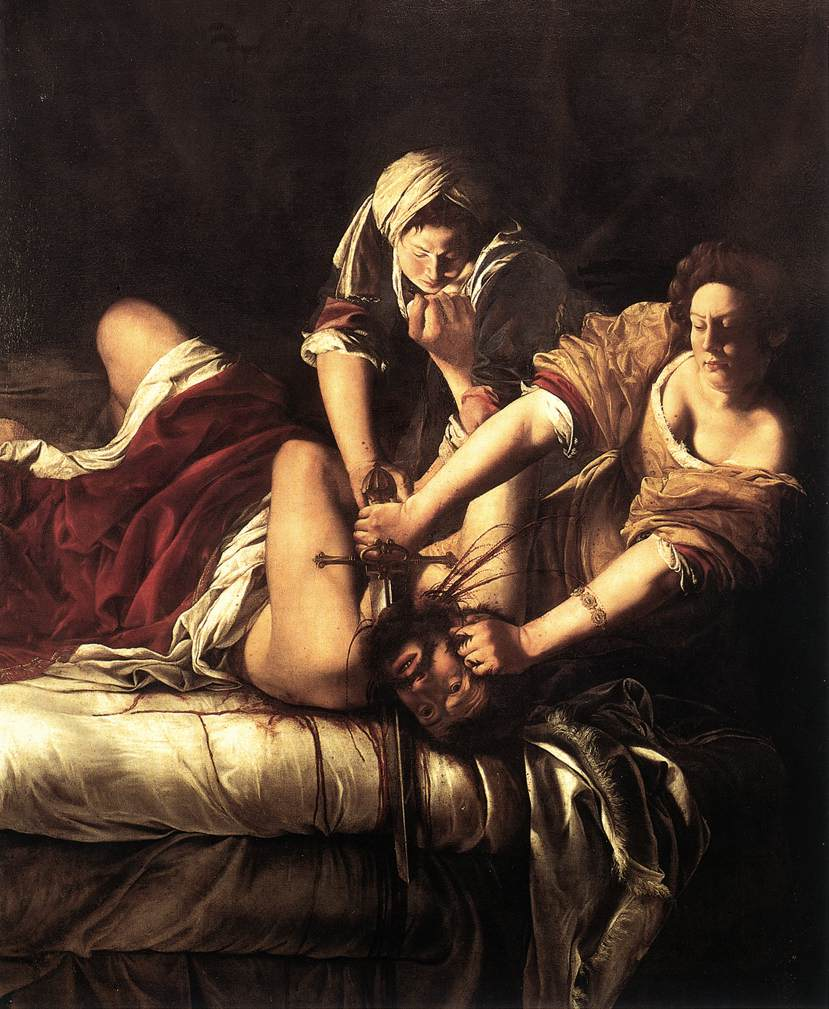
Judith décapitant Holopherne, Artemisia Gentileschi
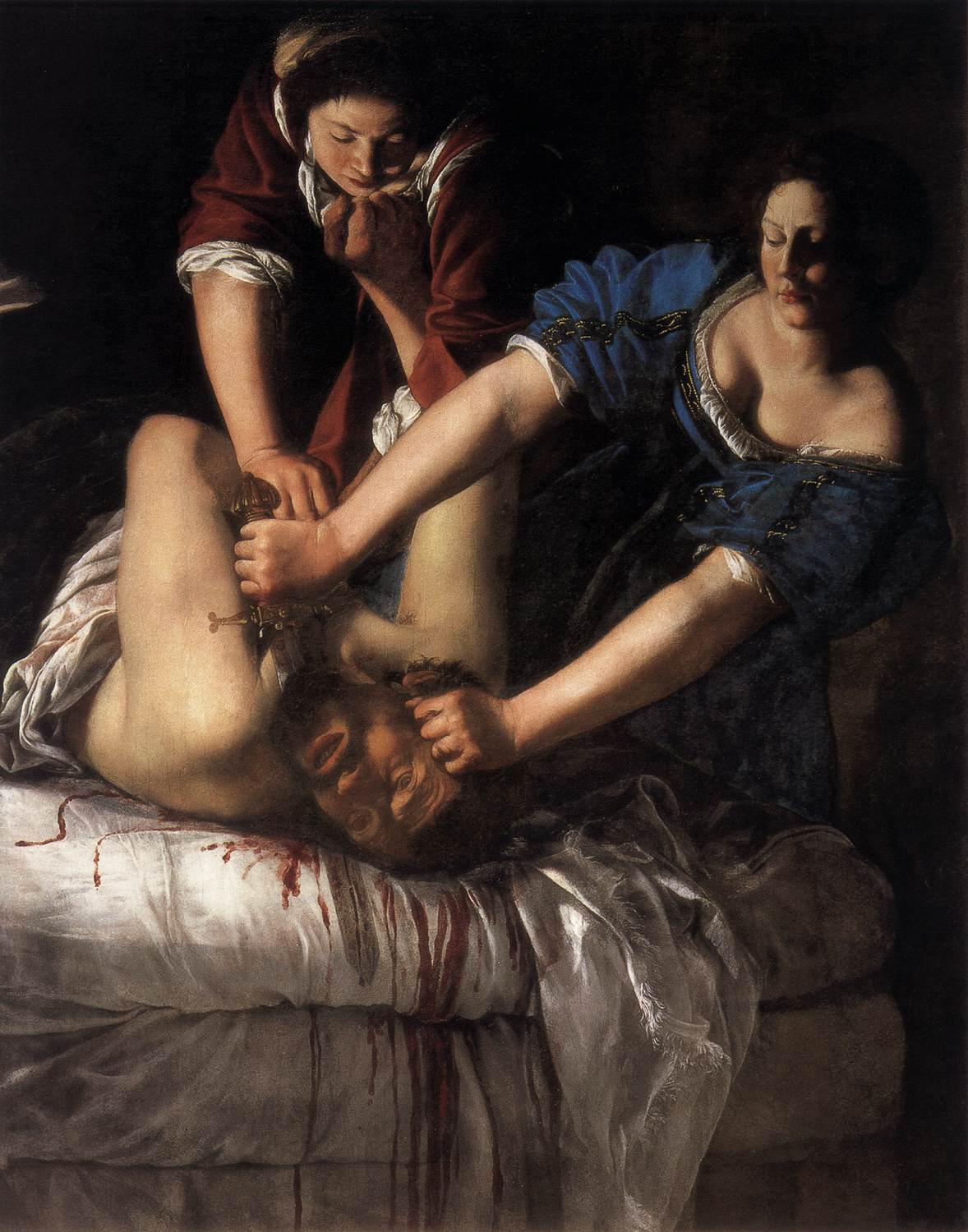
Judith et Holopherne, Artemisia Gentileschi
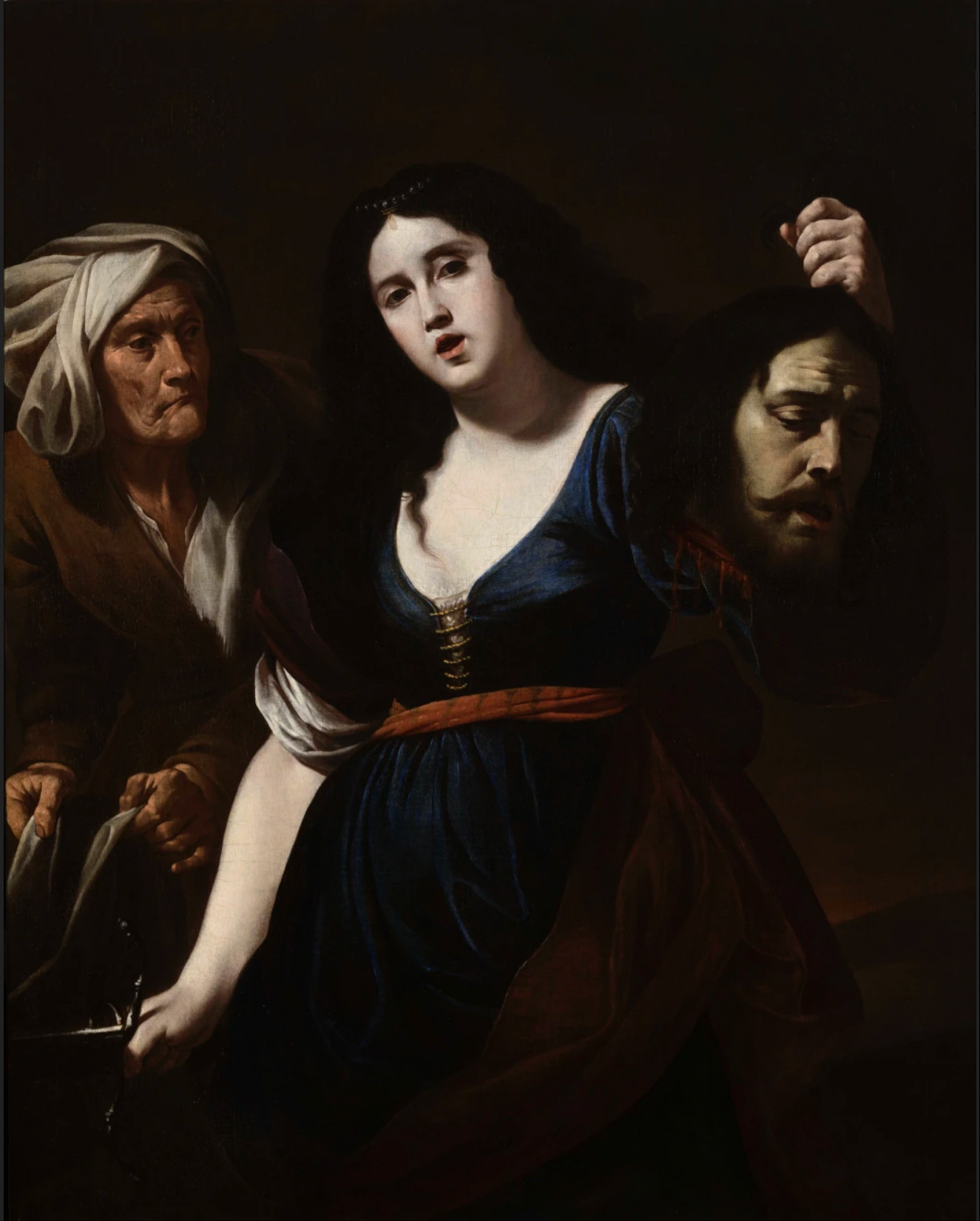
Judith et Holopherne d'Andrea Vaccaro
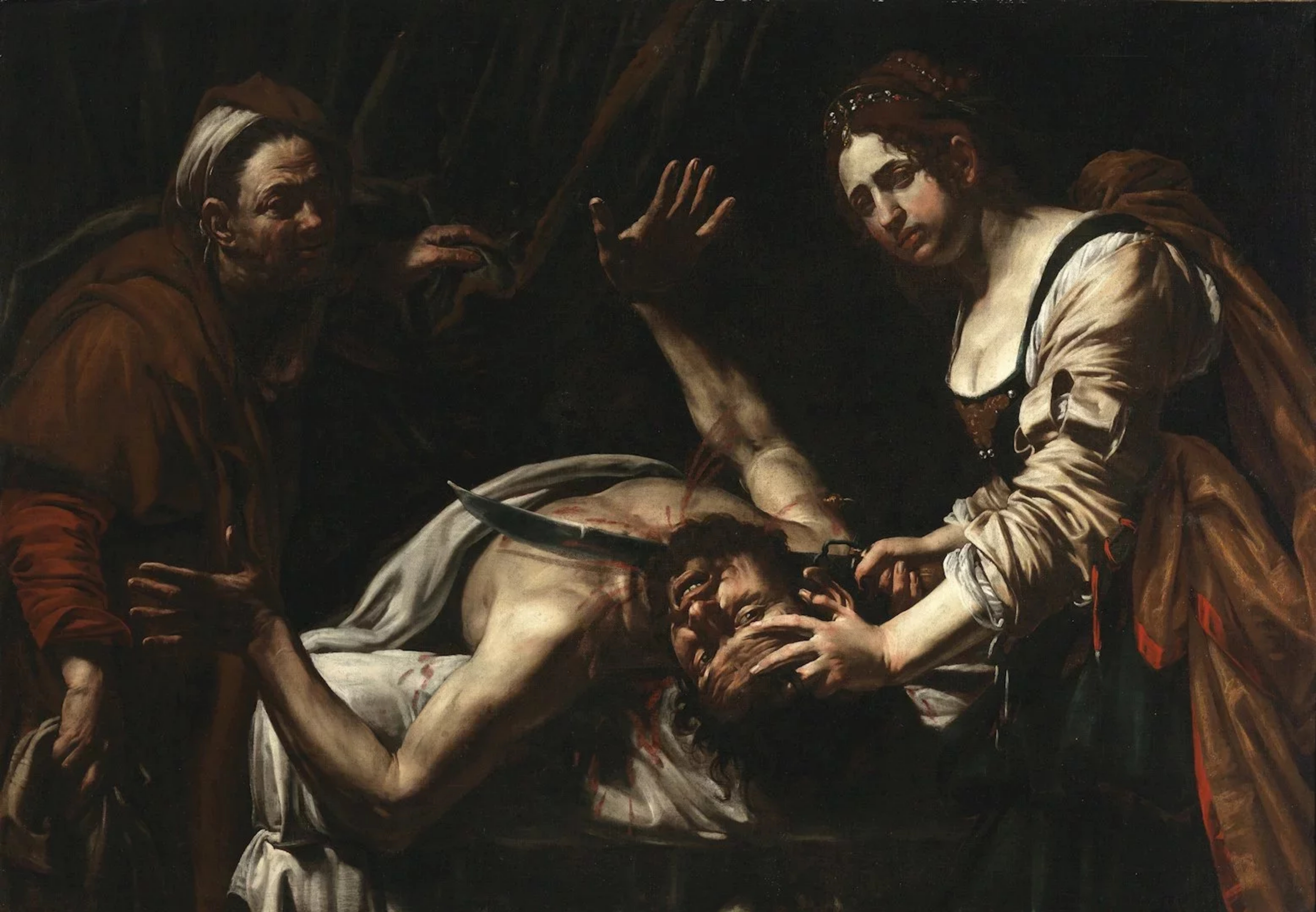
Judith et Holopherne, Bartolomeo Mendozzi
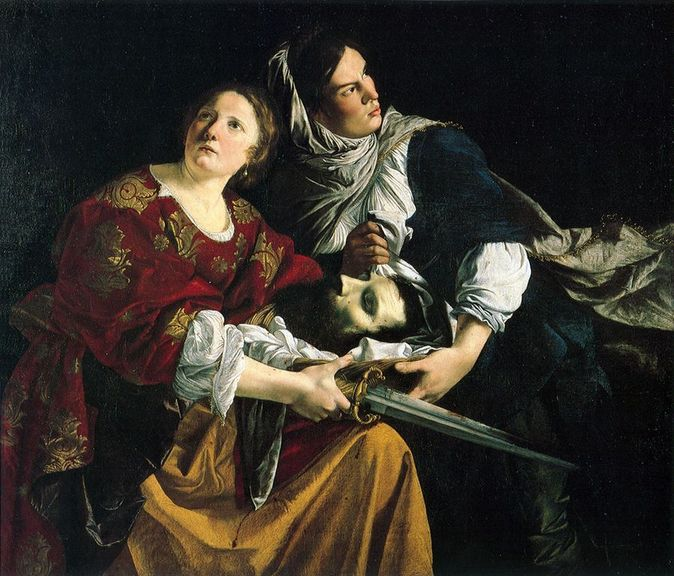
Judith et Holopherne, Orazio Gentileschi
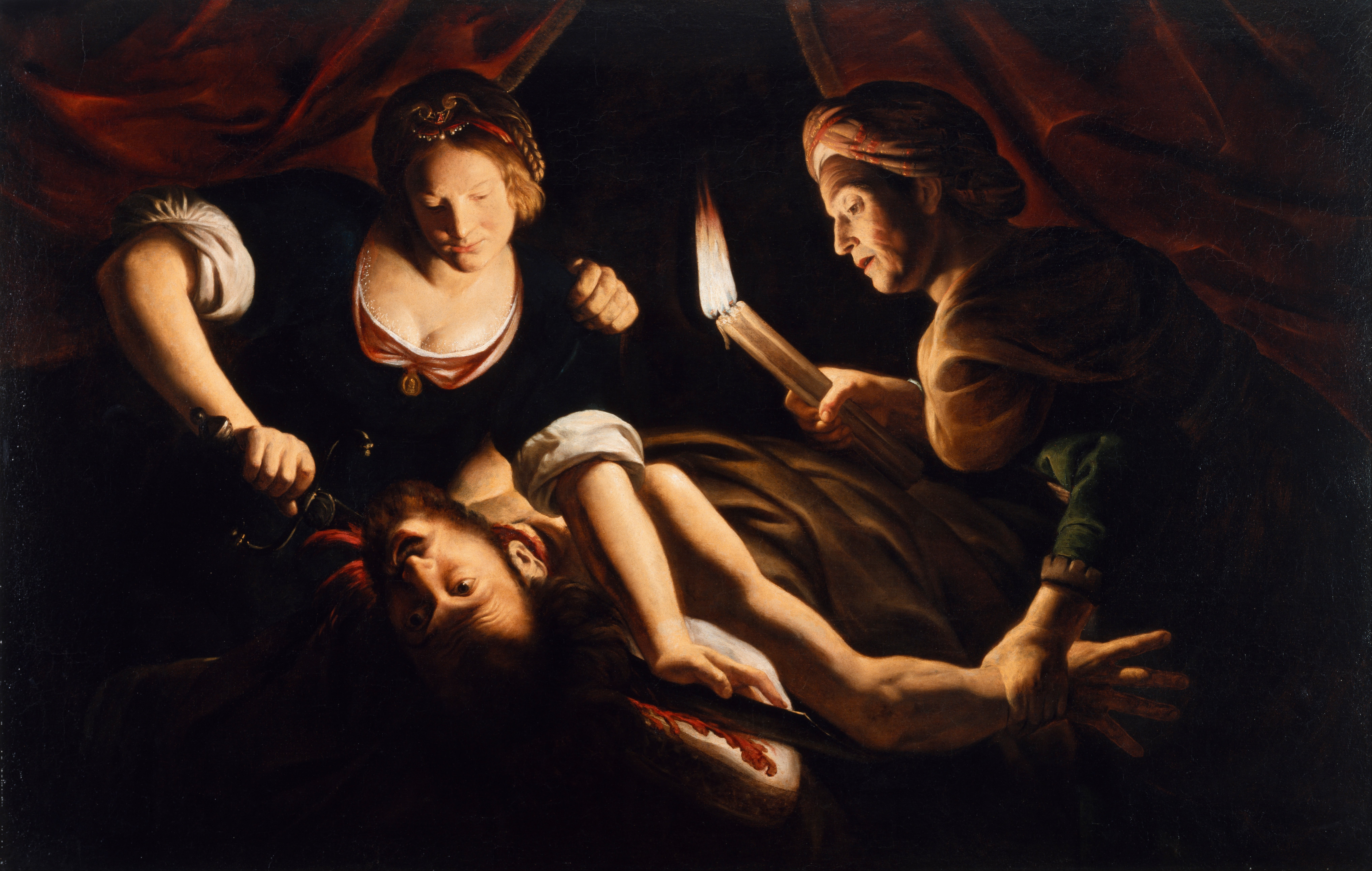
Judith et Holopherne de Trophime Bigot